# BMW řady 6 (E24)
Osobní automobil BMW E24 je čtyřmístným cestovním kupé vyšší střední třídy, též Gran Turismem, německé automobilky BMW a prvním modelem nové řady 6. Jeho výroba začala v říjnu 1975 jako nástupce šestiválcového kupé BMW E9. Model E24 byl oficiálně představen v březnu 1976 na autosalonu v Ženevě. Do značné míry předjímal vzhled řady 7 (E23) představený v květnu 1977, ale technicky stále vycházel z upraveného a mírně zkráceného rozvoru první řady 5 (E12). Od modelového roku 1982 výroba přešla na modernější podlahovou konstrukci řady 5 (E28) spolu s nově naladěným podvozkem.
Značení jednotlivých verzí sleduje schéma zavedené již u řady 3 a 5, kdy první číslice v názvu označuje modelovou řadu a další dvě číslice objem motoru zaokrouhlený nahoru. Písmena CSi jsou pak zkratkou slov Coupé, Sport a Injektion, kde poslední písmeno je objektivně užíváno pouze u variant se vstřikováním paliva.
V dubnu 1989 výroba E24 skončila bez přímého následovníka, obchodně byla nahrazena luxusní řadou 8.

## Historie modelu

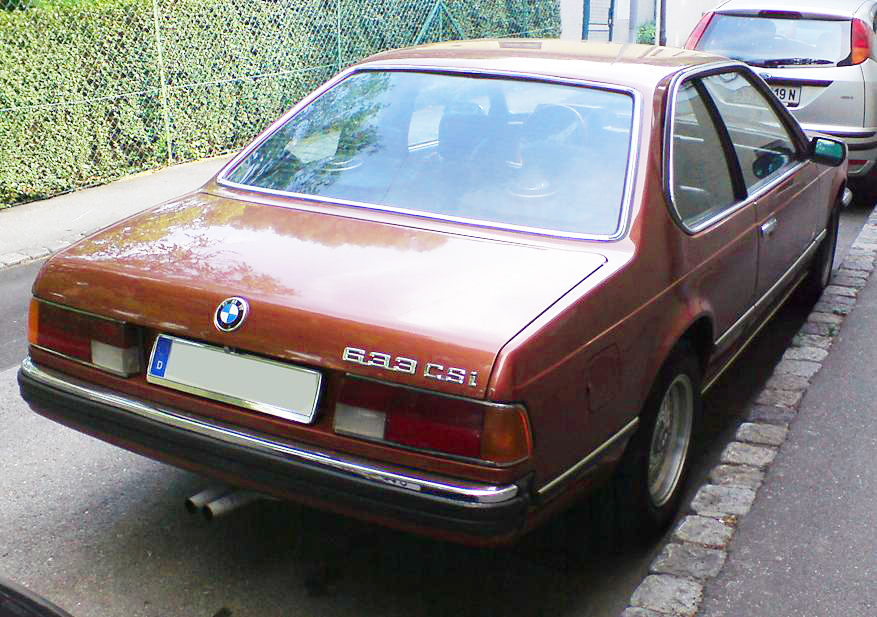
Zadní část 633 CSi (1976–1982)

Ve srovnání s předchůdcem E9 je E24 delší a širší. Nárazové testy provedené během vývoje potvrdily těžší, ale také výrazně tužší a bezpečnější konstrukci karoserie. Další zvýšení hmotnosti přinesla komfortnější výbava.
Šéfdesignér BMW Paul Bracq zapracoval a dále vylepšil designový návrh kokpitu řidiče, který byl představen již u prvního BMW řady 5 (E12) z léta roku 1972. Od představení první řady 3 (E21) v srpnu 1975 jsou totiž ovládací prvky a displeje na středové konzole natočeny směrem k řidiči. Tento prvek byl zachován na všech sériově vyráběných modelech (kromě BMW M1) více než 25 let.
Produkce zpočátku probíhala výhradně v továrně firmy Karmann v Osnabrücku. Od srpna 1977 se zde z důvodu kolísající kvality vyráběla již pouze šasi a vozidlo bylo dále kompletováno v závodě BMW v Dingolfingu. Po celou dobu výroby se do vozů montovaly výhradně šestiválcové řadové motory (M30 / M88) s výkonem mezi 135 a 210 kW. Na trhu však nechyběly ani upravené modely od firem Alpina, Hartge a Schnitzer Motorsport, včetně Alpiny B7 Turbo Coupé s výkonem až 243 kW (330 k).

První vyrobený vůz 630 CS s číslem karoserie 4360001 sjel z výrobní linky dne 15. října 1975. Poslední kus E24, 635 CSi v lososově stříbrné barvě s číslem podvozku 1280940, opustil brány továrny 14. dubna 1989. Výrobní řada byla ukončena s celkovým počtem 86 216 vozidel.

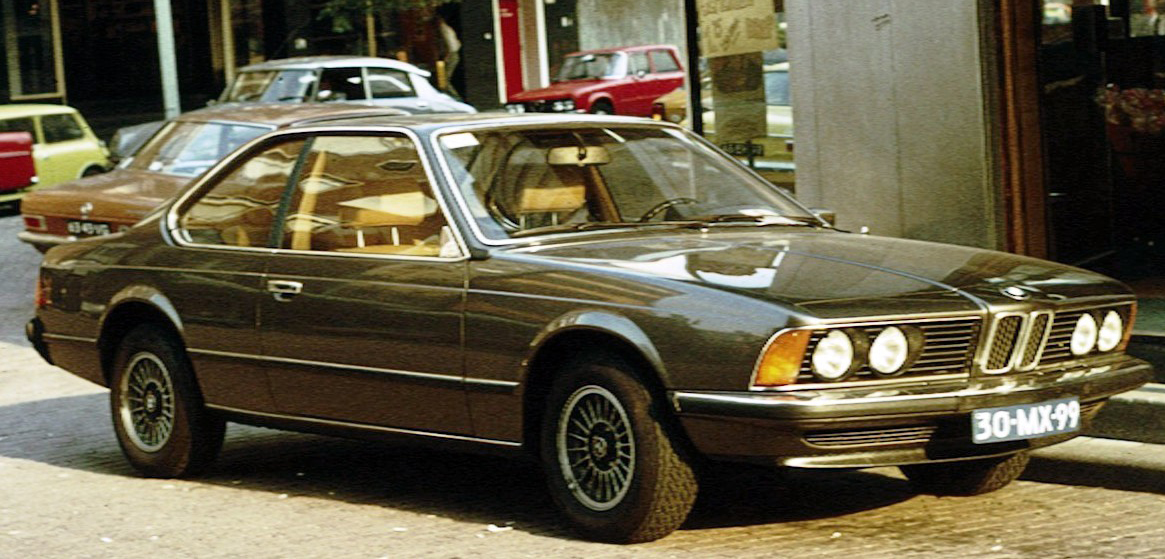
BMW 630CS (1976–1979)
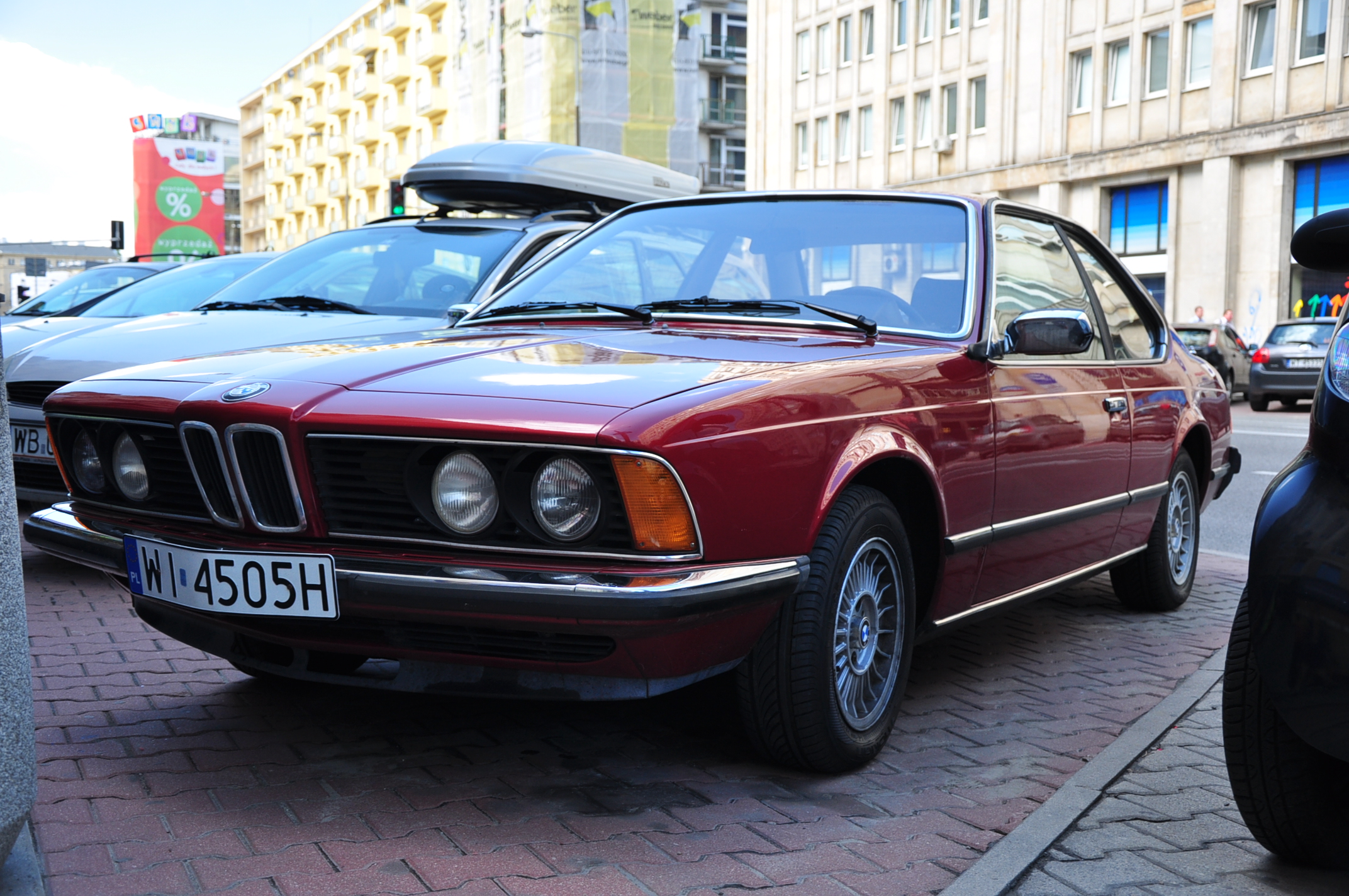
BMW 633 CSi (1976–1982)
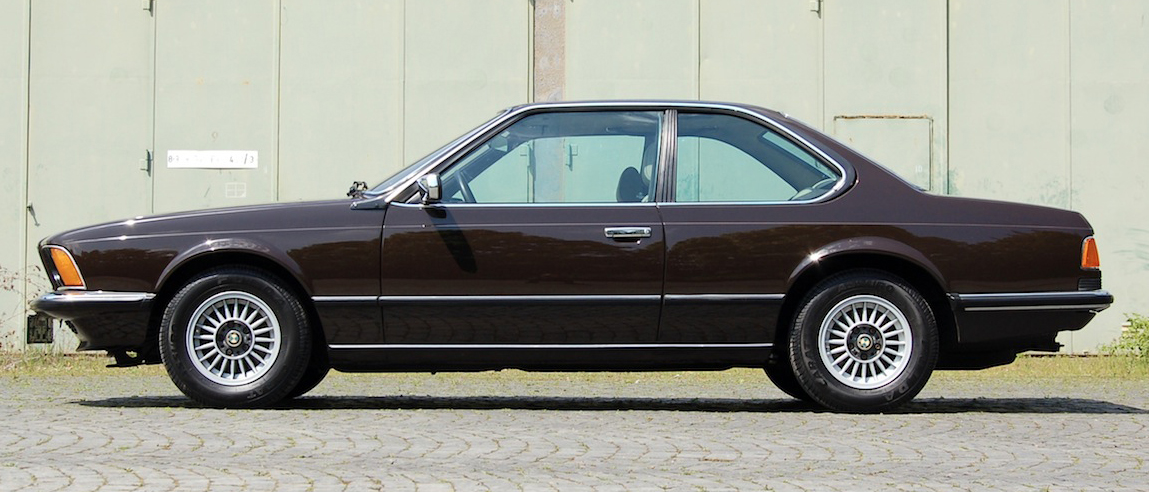
BMW 628 CSi (po faceliftu 1982–1987)
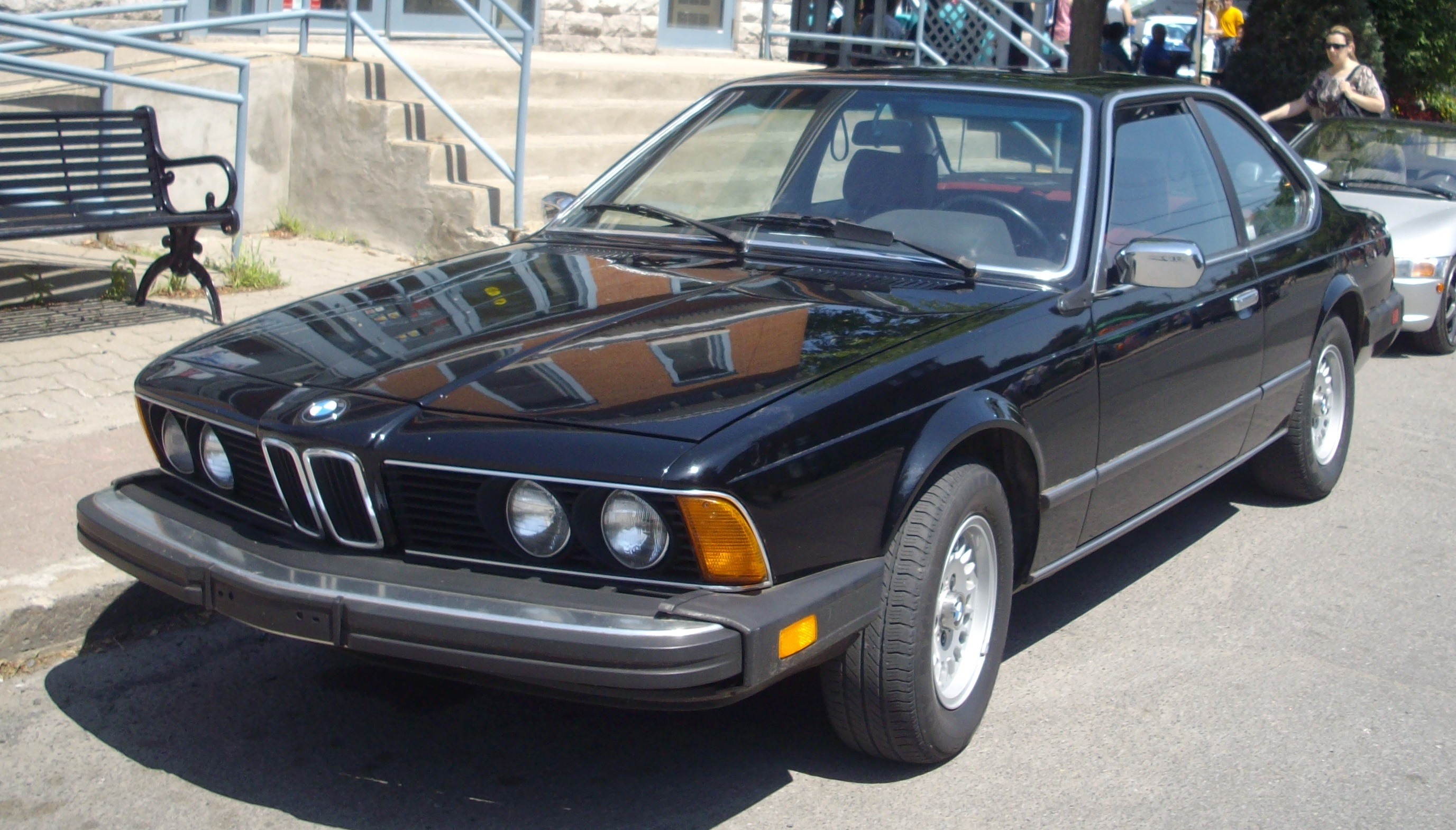
BMW 633 CS, americká verze (1987–1989)
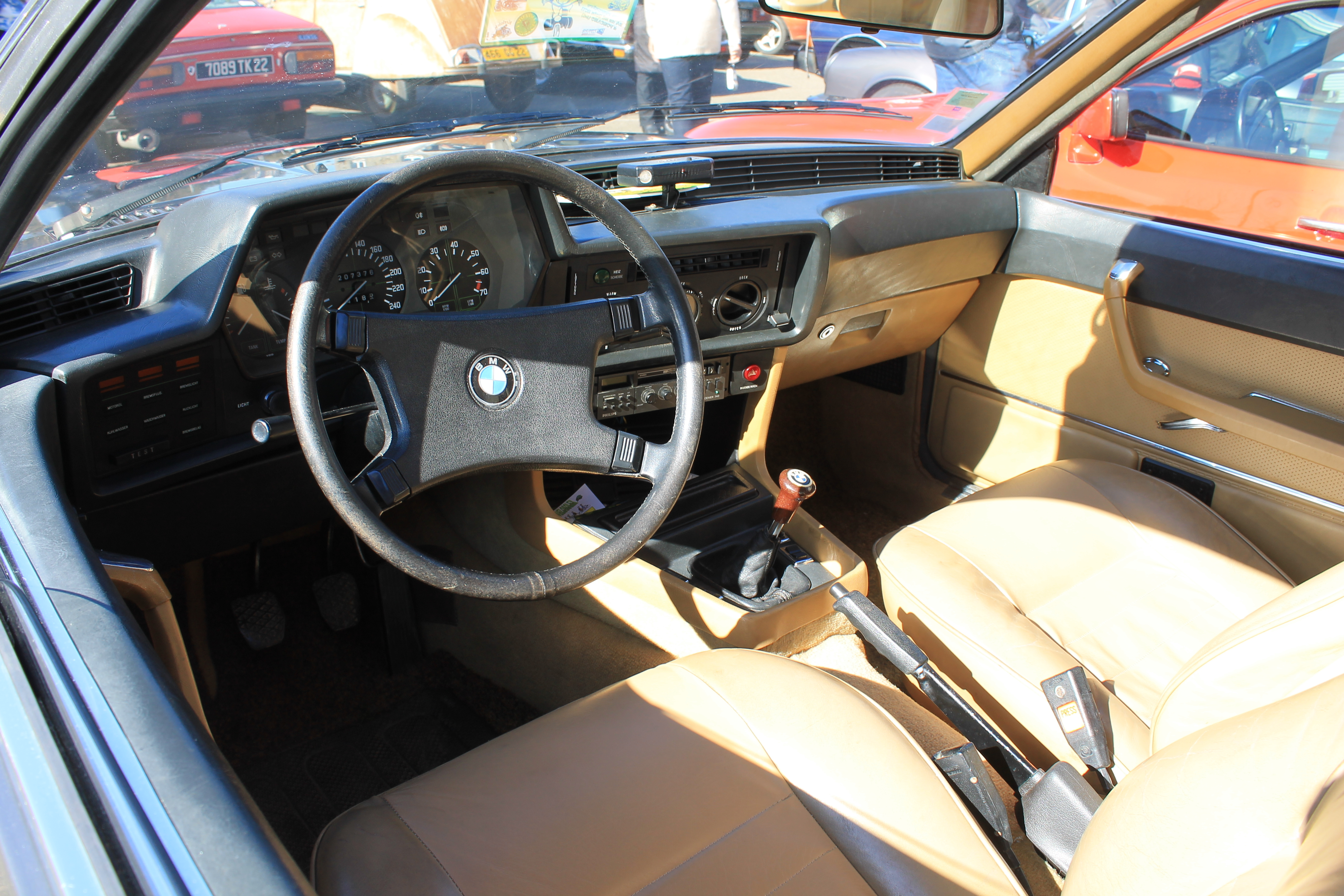
BMW E24, interiér až do modernizace modelu 1982

### 1976: 630CS a 633CSi
Na počátku sériové výroby byl k dispozici model 630 CS s třílitrovým karburátorovým motorem a 633 CSi se vstřikováním a objemem 3.2 litru. Na americkém trhu byl zpočátku nabízen i model 630 CSi s katalyzátorem. Základní cena za 630 CS byla stanovena na 40 600,– německých marek a 43 100,– marek v případě 633 CSi.
Technickou novinkou byl tzv. Check Control, který po stisknutí tlačítka ukázal řidiči stav funkce brzdových a koncových světel, správnou hladinu chladicí kapaliny, motorového oleje, brzdové kapaliny a kapaliny ostřikovačů.
Standardní výbava byla na tehdejší poměry poměrně široká, obsahovala komfortní prvky jako elektrické centrální zamykání, elektrická okna, elektricky nastavitelná a vyhřívaná vnější zpětná zrcátka, výškově stavitelné sedadlo řidiče, podélně nastavitelný volant, tepelně izolační skla a bezpečnostní prvky jako posilovač řízení s bezpečnostním sloupkem řízení a vrstvené čelní sklo. Nechyběla ani hliníková kola, halogenové světlomety a zadní mlhovka, ani otáčkoměr tehdy ještě nebýval samozřejmostí. Model E24 vyráběný Karmannem měl sedadla standardně částečně čalouněná kůží, kusy vyráběné BMW od roku 1977 dokonce celokožená. Zadní sedadla byla všechna navržena jako samostatná.
Mezi volitelné doplňky patřila například klimatizace, na přání elektricky nebo ručně ovládané střešní okno a třístupňová automatická převodovka ZF.

### 1978: 635 CSi
Jelikož se výkony základních jednotek zdály být neadekvátní, byla v roce 1978 nabídka rozšířena o verzi 635 CSi s 3,5litrovým motorem s nepřímým vstřikováním, 218 koňmi výkonu a cenou 49 400,– německých marek. Od předchozích modelů se navenek lišil předními a zadními spoilery, ozdobnými bočními lištami a hliníkovými koly BBS s paprsky.
Podvozek dostal pevnější tlumiče se zesílenými stabilizátory, pětistupňovou manuální převodovku a také samosvorný diferenciál s 25 % svorností (za příplatek 40 %). V interiéru byly v základní ceně zahrnuty volitelně standardní kožené sedačky, nebo sportovní sedačky Recaro, ve slabších verzích jinak dostupné pouze za příplatek.
Díky novému motoru s vyšším točivým momentem a vyšším výkonem byla 635 CSi schopna obstát v testu magazínu Auto Motor und Sport proti Porsche 928 a Mercedes-Benz 450 SLC 5.0 s většími osmiválcovými motory, a to při ceně o 10 tisíc marek nižší.

### 1979: 628 CSi
Karburátorový model 630 CS, který již při zahájení sériové výroby nepatřil k nejmodernějším, byl v roce 1979 nahrazen modelem 628 CSi. Jeho 2,8litrový motor s výkonem 184 koní byl převzat z modelu 528i a především díky vstřikovacímu systému Bosch L-Jetronic dosahoval při stejné dynamice výrazně nižší spotřeby paliva. Cena 628 CSi byla v roce uvedení na trh stanovena na 46 tisíc marek.

### 1982: První facelift

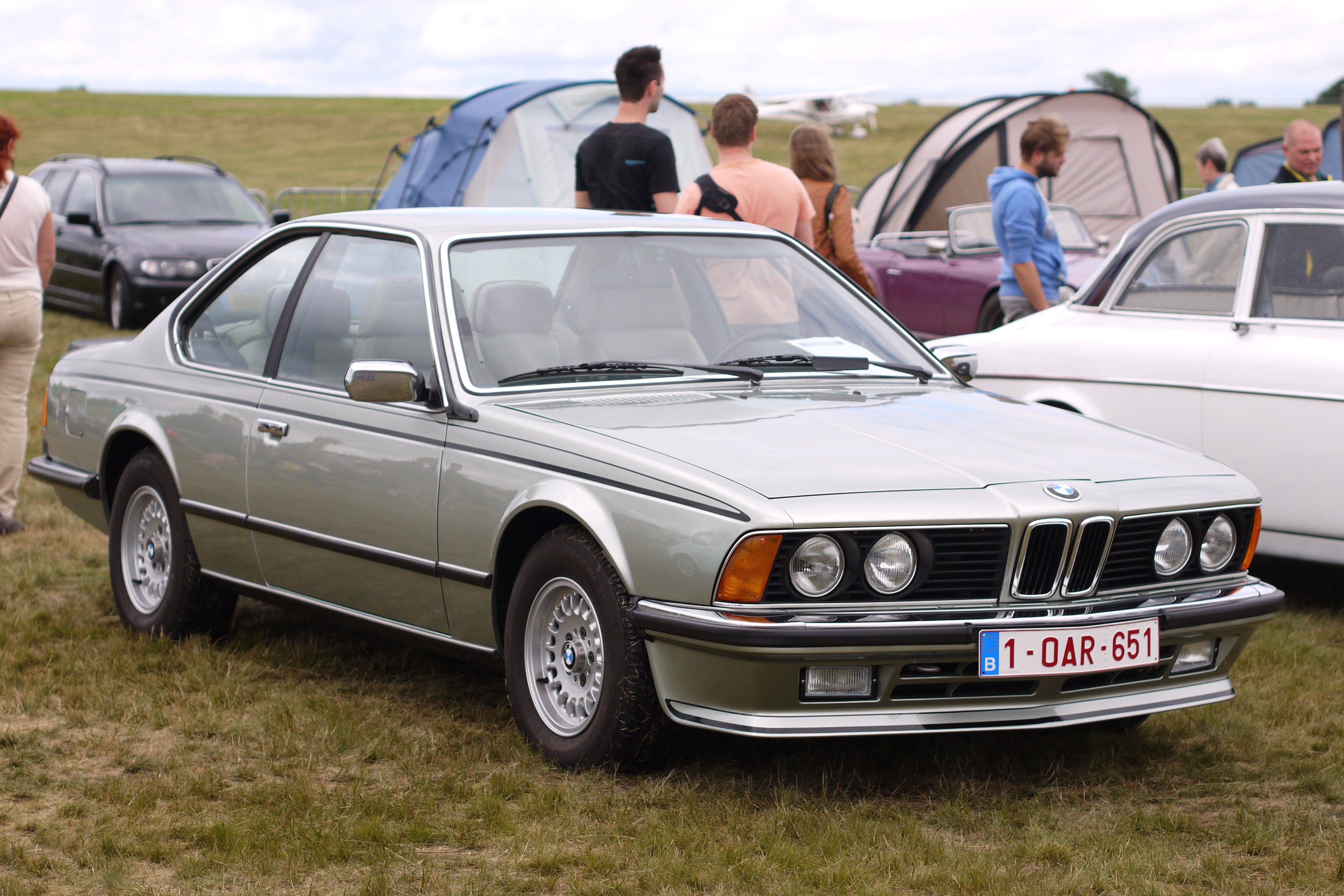
E24 z roku 1982

Při velkém faceliftu v květnu 1982 došlo k zásadním technickým změnám: řada 6 byla povýšena na platformu řady 5 E28, nástupce E12, a to jak z hlediska podvozku, tak i techniky pohonné jednotky. Kvůli změnám na podvozku musela být revidována i stavba karoserie: byla tužší a zároveň lehčí. S výjimkou modelu 628 CSi bylo vstřikování L-Jetronic nahrazeno modernějším Motronicem téhož výrobce. Z vybraných trhu zmizel model 633 CSi a definitivně se přestal vyrábět v roce 1984. ABS se stalo standardem pro 635 CSi a od roku 1984 i ve všech ostatních verzích.
Díky snížené hmotnosti, přepracovanému řízení motoru a standardní pětistupňové manuální převodovce byly hodnoty spotřeby výrazně sníženy: u 628 CSi o 9,1 %, u 635 CSi dokonce o 17,9 %.
Došlo k přepracování přední a zadní masky: instalovány byly větší přední nárazníky, vzadu nárazník sahal až k podběhům kol. U 635 CSi byly mlhové světlomety integrovány do předního spoileru. Oficiálně byl facelift označen kódem CS/1.
V interiéru se změnila palubní deska, rychloměr již nebyl uprostřed sdruženého přístroje, ale spolu s otáčkoměrem stejné velikosti vedle. Palivoměr a displej teploty jsou uspořádány nad sebou uprostřed, mezi nimi je indikátor servisního intervalu. Ten ze zatížení motoru a frekvence studených startů se vypočítá čas do další výměny oleje, nebo servisní prohlídky.
Přepracován byl i systém Check Control, který již automaticky sleduje hladinu chladicí kapaliny, hladinu motorového oleje, potkávací světla, brzdová světla, koncová světla, osvětlení SPZ a hladinu kapaliny ostřikovačů. Hladina brzdové kapaliny a dostatečná tloušťka brzdových destiček jsou nyní monitorovány samostatně.
Novinkou byl také palubní počítač dostupný jako volitelná výbava pro 628 CSi a standardně pro 635 CSi. Ukazuje nejen čas a datum, ale také venkovní teplotu (s varováním před námrazou při teplotách pod +3 °C), průměrnou rychlost a spotřebu. Navíc bylo možné naprogramovat i rychlostní limit, na jehož překročení byl řidič upozorněn akustickým signálem, nebo zadat dojezdovou vzdálenost, ze které palubní počítač pomocí již ujeté vzdálenosti po začátku jízdy a průměrné rychlosti předpovídal čas příjezdu. Možný byl i imobilizér se zadáním kódu, který po opětovném zapnutí zapalování vyzval uživatele k opětovnému zadání, jinak po třech neúspěšných pokusech došlo k zablokování zapalování a sepnutí klaksonu na 30 sekund. V roce 1984 zmizela funkce výpočtu času příjezdu, naopak zobrazení informací na palubním počítači bylo nyní možné přepínat přímo z páčky blinkrů. Samotný displej se změnil z LED na podsvícený LC displej .
Digitální hodiny, které jsou na přání dostupné také s ukazatelem venkovní teploty, jsou umístěny pod pravou středovou konzolou, vlevo je prostor pro autorádio. Funkční schéma klimatizačního systému, který je k dispozici jako volitelná výbava, se však nezměnilo, vzduch určený k chlazení je stále nasáván z interiéru mřížkou ve spodní části středové konzoly, ochlazen a vháněn zpět do interiéru přes středovou mřížku přístrojové desky na principu recirkulace. Distribuce ochlazeného vzduchu na čelní sklo nebo prostor pro nohy nebyla možná. Byly také zavedeny další spínače pro elektricky ovládaná okna a vnější zpětná zrcátka.
Standardně montované centrální zamykání získalo ochranu proti krádeži přídavnou polohou zámku, zabraňující otevření vozidla zevnitř (tzv. double-lock). Trysky ostřikovačů čelního skla a vnější zpětné zrcátko řidiče jsou elektricky vyhřívané, podržením kliky dveří se aktivuje vyhřívání zámku dveří řidiče (s volitelným paketem pro chladné období).
Ceny na německém trhu v době uvedení inovované verze na trhy byly 51 800,– marek za 628 CSi a 61 300,– marek za 635 CSi.

### 1984: M635CSi

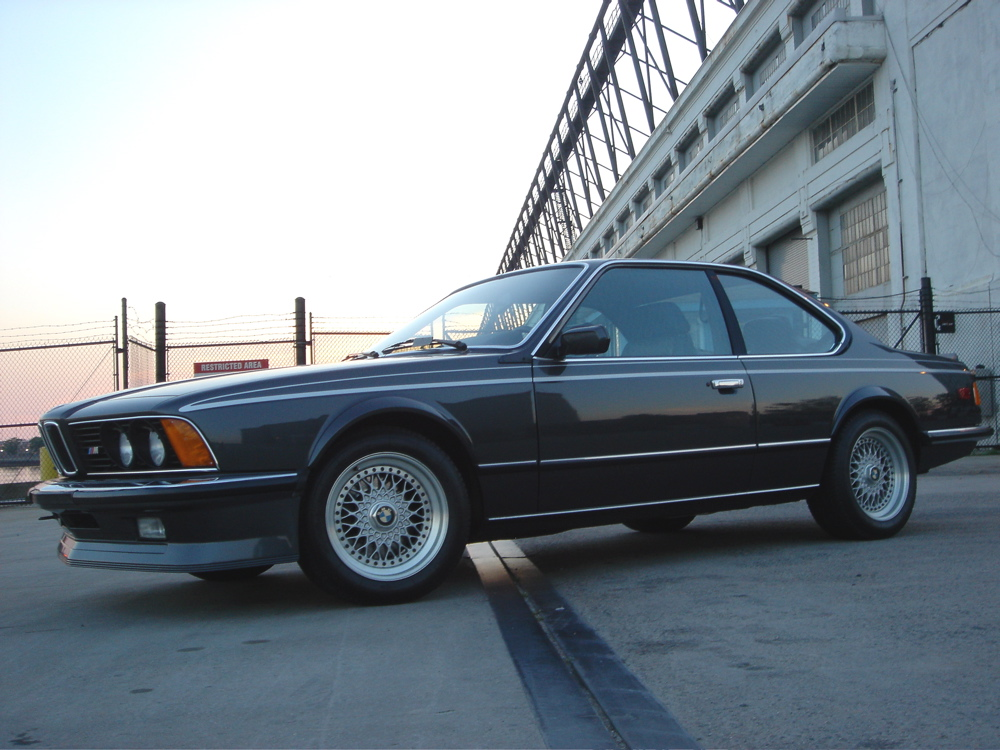
BMW M635CSi (1985)

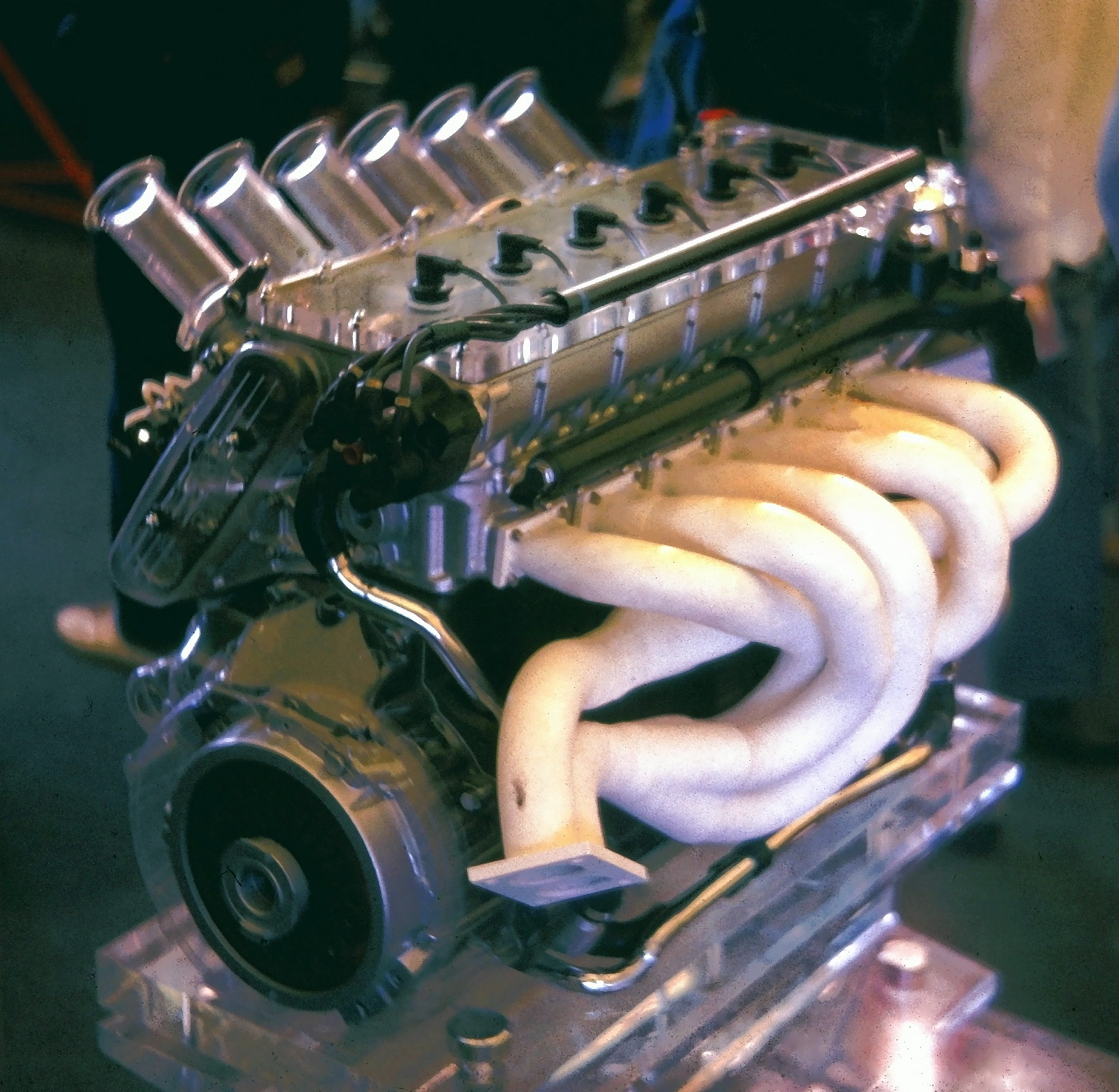
Motor BMW M88, částečně vyrobený z plexiskla pro výstavní účely

V dubnu 1984 bylo na trh uvedeno nejsilnější provedení řady 6 – model M635CSi, navržený dceřinou společností BMW Motorsport GmbH. Vybaven byl přepracovaným čtyřventilovým motorem se dvěma vačkovými hřídeli v hlavě (DOHC) a šesti samostatnými škrtícími ventily odvozenými z BMW M1 . Kód motoru s vyšší kompresí určený zejména pro evropský trh byl BMW M88/3, motor s nízkou kompresí pro severoamerickou variantu vozidla s regulovaným třícestným katalyzátorem byl značen S38B35. Nižší komprese v případě S38B35 byla nutná, protože bezolovnatý benzín ještě nebyl k dispozici s dostatečně vysokým oktanovým číslem. M635CSi stál v roce 1983, kdy se poprvé objevil v ceníku, 89 500,– německých marek, v září 1986 jako M635CSi s katalyzátorem již 102 050,– marek.
Posílená manuální převodovka s označením 280/5 od firmy Getrag byla sportovní skříní s delším prvním stupněm a krátkým rozpětím mezi dalšími stupni, ale na rozdíl od jiných modelů z dílny BMW Motorsport neměla sportovní kulisu řazení s prvním stupněm vlevo dozadu (tzv. „psí noha“). Zadní náprava dostala vícekotoučový samosvorný diferenciál s 25 % svorností.
Podvozek byl snížen o 10 mm a přizpůsoben vyšším jízdním výkonům plynovými tlumiči a zesílenými stabilizátory. Posíleny byly i brzdy – chlazené brzdové kotouče zvětšeny na 300 mm a zasazeny do pevných čtyřpístkových třmenů. Brzdový systém byl navržen jako dvouokruhový (slabší modely měly jednopístkové plovoucí třmeny po celém obvodu a brzdové kotouče s 284 mm a diagonální dvouokruhový systém). ABS bylo standardem.
Větší startovací baterie s kapacitou 88 Ah byla umístěna v kufru jednak proto, že v motorovém prostoru nebyl dostatek místa, za druhé z důvodu lepšího rozložení hmotnosti a zlepšení trakce zadní nápravy.
Navenek se M635CSi lišil od ostatních modelů nižším předním spoilerem s integrovanými mlhovkami, zadním spoilerem a vnějšími zpětnými zrcátky lakovanými v barvě karoserie. Pokud byly jako speciální výbava objednány širší pneumatiky TRX 240/45 VR 415 na kovaných ráfcích BBS (standardní pneumatiky TRX 220/55 VR 390 na kovaných ráfcích Fuchs), byly v barvě vozu lakovány i lemy kol.
V interiéru byla standardem sportovní sedadla a sportovní kožený volant, stejně jako upravené přístroje s tachometrem do 280 km/h a otáčkoměrem s červenou oblastí od 6900 min−1, kde byl proti ostatním verzím vynechán ekonoměr (tj. ukazatel okamžité spotřeby paliva).
Výkon pohonné jednotky bez katalyzátoru dosahoval až 210 kW při 6500 min−1 a 340 Nm při 4500 min−1. S pohotovostní hmotností kolem 1510 kg byl vůz schopen vyvinout maximální rychlost 255 km/h při zrychlení z 0 na 100 km/h za 6,4 sekundy.

### 1987: Druhý facelift
Druhý facelift z května 1987 byl navenek o něco nápadnější. Všechny modely již byly osazeny většími předními a zadními teleskopickými nárazníky známými z amerického trhu, které jsou schopny absorbovat nárazy až do rychlosti 8 km/h (až 15 km/h s vyměnitelnými deformačními prvky). I přední spoiler byl sjednocen bez ohledu na verzi a cílový trh.
Technologie byly zčásti povýšeny na úroveň nové řady 7 (E32) představené v roce 1986, což je zřetelně vidět na světlometech tvaru trojitého elipsoidu. Novou konstrukcí čoček byly vybaveny i mlhové světlomety. 628 CSi byl z nabídky definitivně vyřazen, 635 CSi byl opatřen přepracovaným 3,5litrovým motorem řady E32/E34 o výkonu 155 kW (s katalyzátorem) nebo 162 kW (bez katalyzátoru na vybraných trzích a přání zákazníka).
Revize řady 6 se promítla i do ceny: 635 CSi stála v červnu 1987 osmdesát tisíc marek a M635 CSi o 26 tisíc marek více.
Jakkoli zůstalo oficiální typové označení vozidla CS/1, neoficiálně se pro tuto poslední verzi E24 vžilo označení CS/2.

## Úpravci vozidel

### Alpina
Díky modulárnímu systému motorů BMW bylo pro Alpinu snadné zajistit zvýšení výkonu, které bylo stejně vhodné pro každodenní použití jako sportovní v nově vydaném kupé řady 6. Pro BMW 630 CS a 633 CSi nabízené zpočátku éry E24 byly využity motory Alpina B2 a B8 z řady 5 E12, sedanu E3 a kupé E9. Písmeno B označuje velký šestiválec M30, následující číslo pak příslušný vývojový stupeň.
Od roku 1978 fungovala Alpina jako nezávislý výrobce vozidel a jednou z prvních továrně vyrobených Alpin byla B7 Turbo Coupé, která s 300 koňmi a maximální rychlostí 260 km/h stála vysoko nad původní nabídkou BMW nejen parametrově, ale s cenovkou 79 990,– německých marek i finančně.

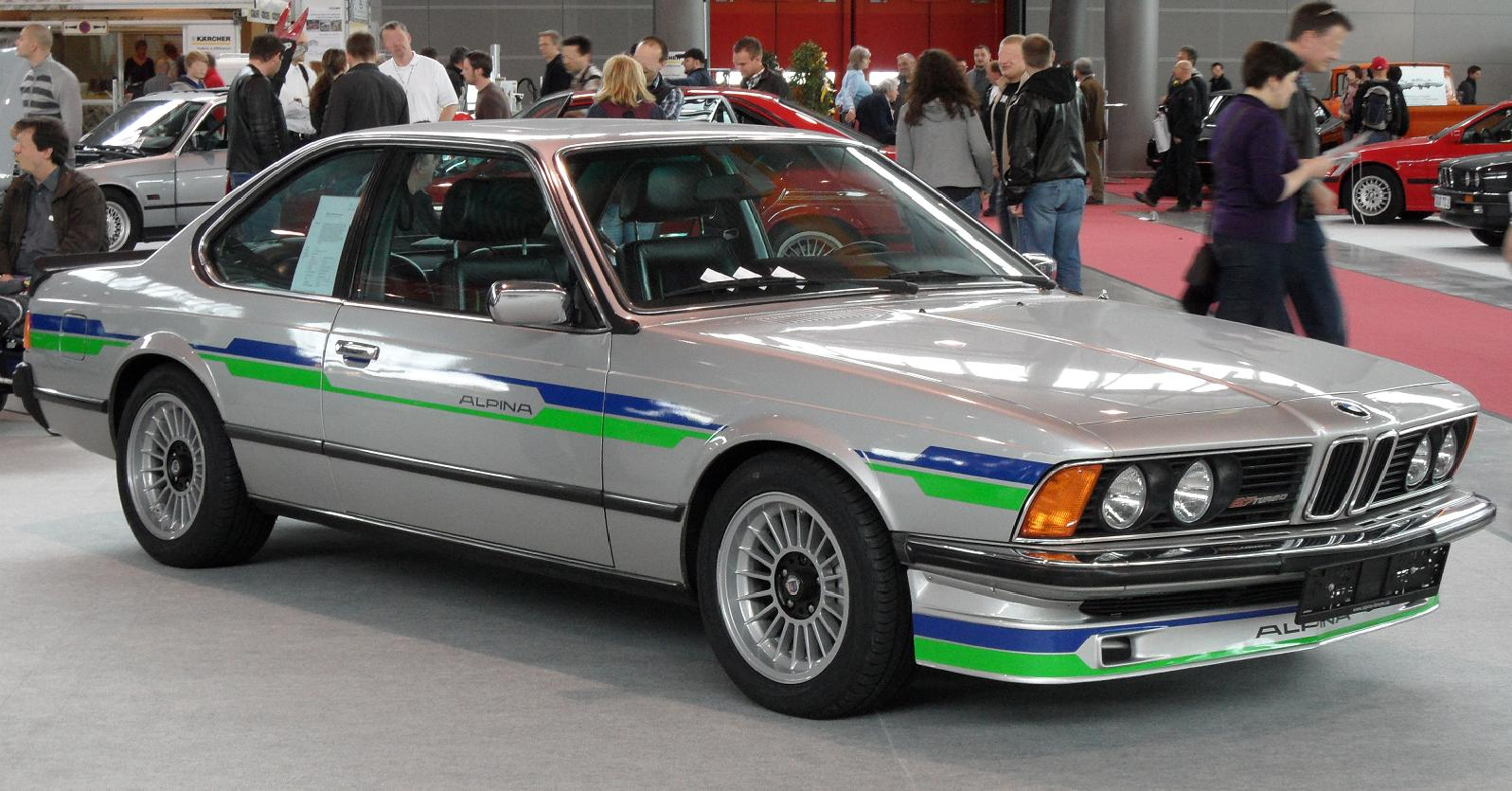
Alpina B7 Turbo Coupé

Pohon B7 Turbo na sebe ale upozornil i po technické stránce: maximální plnicí tlak turbodmychadla bylo možné regulovat z místa řidiče od maximálních 1,85 baru po 1,55 baru (odpovídá výkonu 250 koní). Speciálně vyladěný systém rezonančního přeplňování zajišťuje plynulejší nárůst výkonu při nízkých otáčkách motoru a tím i prodlevu turbodmychadla. Toto řešení vyvinul Dr. Gyula Cser a následně jej do sériového vozu implementoval vedoucí vývoje motorů Alpiny Fritz Indra.
Poté, co BMW přešlo na systém Bosch Motronic, těžila z tohoto řízení motoru i turbodmychadla B7 díky lepší integraci a koordinaci řízení plnicího tlaku, zapalování a vstřikování. Poté, co Alpina jako první výrobce vozidel použila nové kovové katalyzátory v sériové výrobě kvůli nižšímu zpětnému tlaku výfukových plynů ve srovnání s katalyzátory s keramickým substrátem, dostala jednotka Motronic také řízení pomocí lambda sondy.
Pozornost k B7 poněkud zastínila slabší modely B9 a B10, ty ale díky své vyváženosti s ohledem na výkonné atmosférické motory patřily k tomu nejlepšímu ve třídě Gran Turismo.
Alpina B9, vyráběná teprve od roku 1982, vycházela z 635 CSi. Zvýšení výkonu bylo dosaženo klasickým laděním motoru: polokulové spalovací komory s přepracovanými sacími kanály zajišťovaly lepší spalování a díky změněnému tvaru vačky a nepatrně delšímu otevření vačkového hřídele se zvýšil přítok směsi. I přes výrazně lepší jízdní výkony spotřebuje B9 Coupé méně paliva než sériové BMW, ze kterého vychází. B9 však byla nabízena za cenu 72 950,– marek, tedy ve stejné cenové relaci, jako Mercedes-Benz 500 SEC.

### Schnitzer
V letech 1982/83 představila firma Schnitzer celkem 17 přestavěných vozidel z 635 CSi typu 6 CS/1 na Schnitzer S6 a dalších více než 100 přestavbových sad do autodílen. S6 měl vylepšený motor se 180 kW (245 HP) při 6000 min−1 a točivý moment 322 Nm, s nímž dosahoval maximální rychlosti 244 km/h.

### Hartge
Firma Herbert Hartge GmbH prováděla přestavby E24 mezi roky 1982 a 1987. Na základě 635 CSi byl představen model H6s se 177 kW (241 k) a H6sp se 187 kW (254 k). Nejvyšší udávané rychlosti byly 235, resp. 243 km/h.
Existovala rovněž verze H6-24 na bázi M635 CSi. Zde byly upraveny vačkové hřídele a komprese zvýšena na 11:1, s laděnou jednotkou Motronic byl zvýšen výkon motoru na 244 kW (332 k) při 6800 min−1 a točivý moment na 355 Nm. H6-24 byla schopna dosáhnout maxima 262 km/h při zrychlení z 0 ma 100 km/h za 6 sekund.
Stejně jako Schnitzer i Hartge nabízel doplňky jako sady spoilerů, úpravy podvozku, sportovní volanty a hliníkové ráfky.

### BMW 633 CSi TWR Hallmark Edition
Na začátku 70. let začal Tom Walkinshaw používat díly Alpina k úpravám BMW 3.0 CSL a jeho použití v závodech. Od konce 70. let do roku 1985 byl TWR (Tom Walkinshaw Racing) hlavním prodejním zastoupením Alpiny na britském trhu.
Když se v roce 1978 objevil model 635 CSi, britští prodejci stále disponovali skladovými zásobami 633 CSi, který byl tou dobou na evropském trhu již vyřazen z nabídky. Aby je bylo snazší prodat, vytvořilo zastoupení BMW ve Velké Británii společně s TWR tzv. TWR Hallmark Edition. Všechna tato vozidla měla pravostranné řízení a s výjimkou dvou manuálních převodovek (jedna patřila závodníku Dereku Bellovi) byla všechna vybavena automatickou převodovku. Celkový počet byl přestavěných kusů dosáhl 26 (některé zdroje hovoří i o 56).
Odlišnosti TWR Hallmark Edition:
- Alu kola Alpina 7×16 (přední) a 8×16 (zadní) s pneumatikami Pirelli P7
- Přední spoiler Alpina
- Podvozek Alpina/Bilstein a výkonnější brzdy
- Ručně lemované, obvodové, úzké dvojité pruhy na boční linii a na předním spoileru
- Stříbrný kryt na popelník s vyraženým „H“ (odtud název TWR Hallmark Edition)
- Přední opěrky hlavy se stříbrným znakem „H“ po stranách

Příplatek za vůz z edice TWR Hallmark byl okolo 4 000,– liber, díky čemuž byl dražší, než novější 635 CSi.

### Další úpravci
Kromě již zmíněných výrobců existovaly i další společnosti nabízející většinou optická úpravy pro E24. Patří mezi ně výrobci příslušenství, jako např. Kamei a Zender, ale známy byly i široké přestavby od firem jako Langenberg, Koenig, Gemballa a ABC-Exclusive, přičemž zejména posledně jmenované dvě také výrazně upravovaly interiér od instalací televizorů, rozsáhlých stereo systémů až po malé ledničky. Vzácné byly přestavby na polokabriolety firmy Baur a kabriolety zejména z dílny zmíněné společnosti ABC-Exclusive z Bonnu.

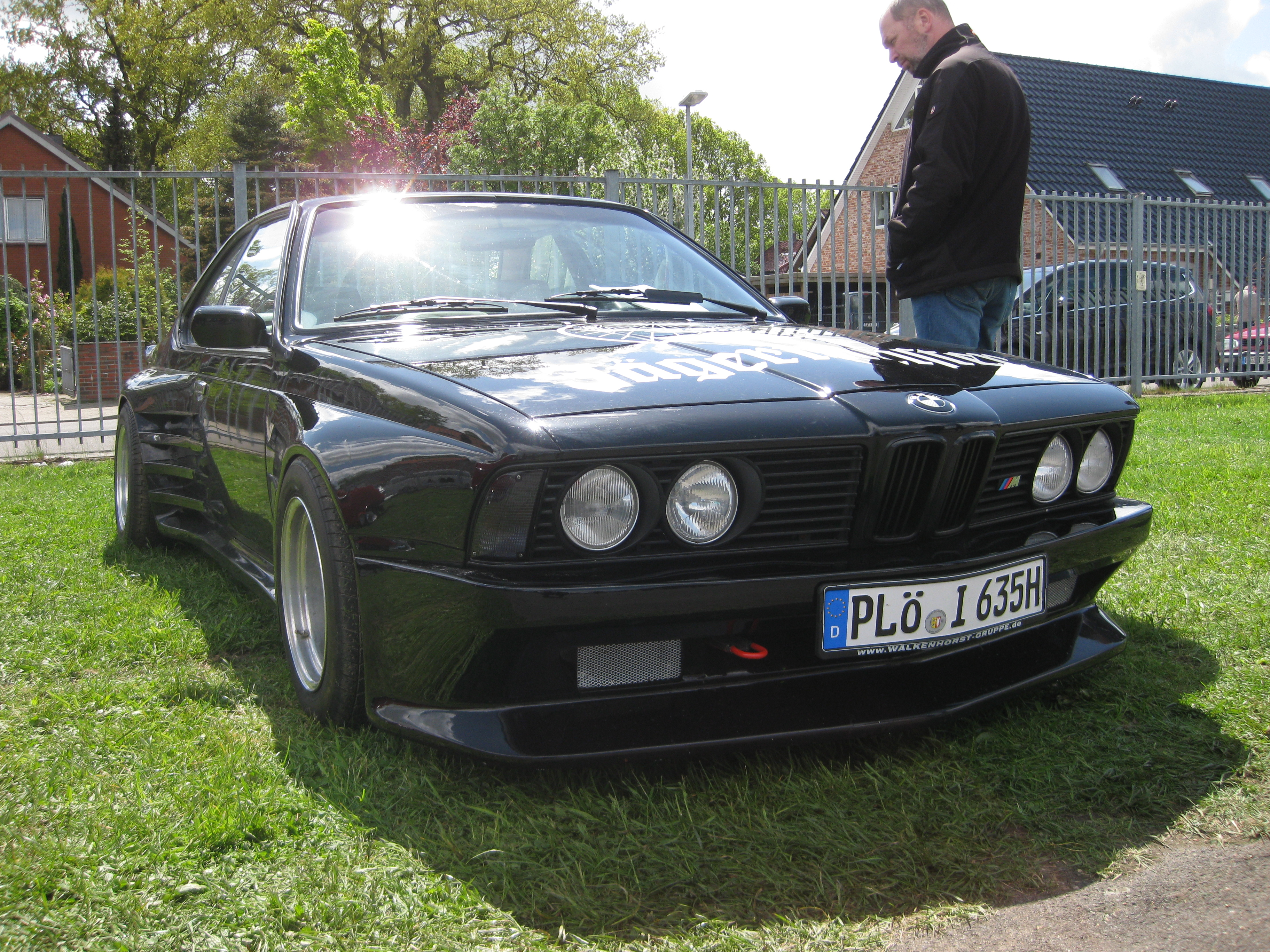
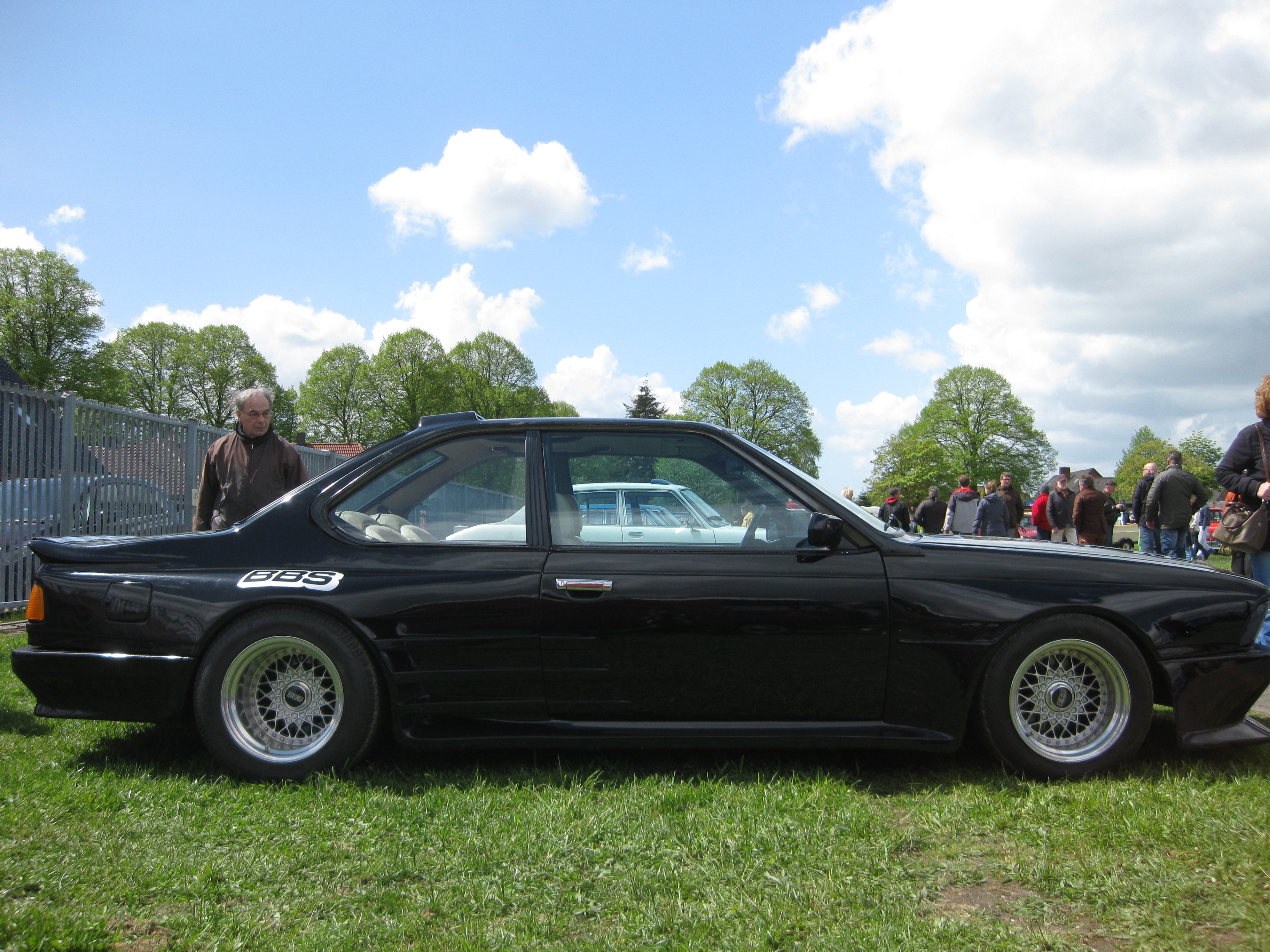
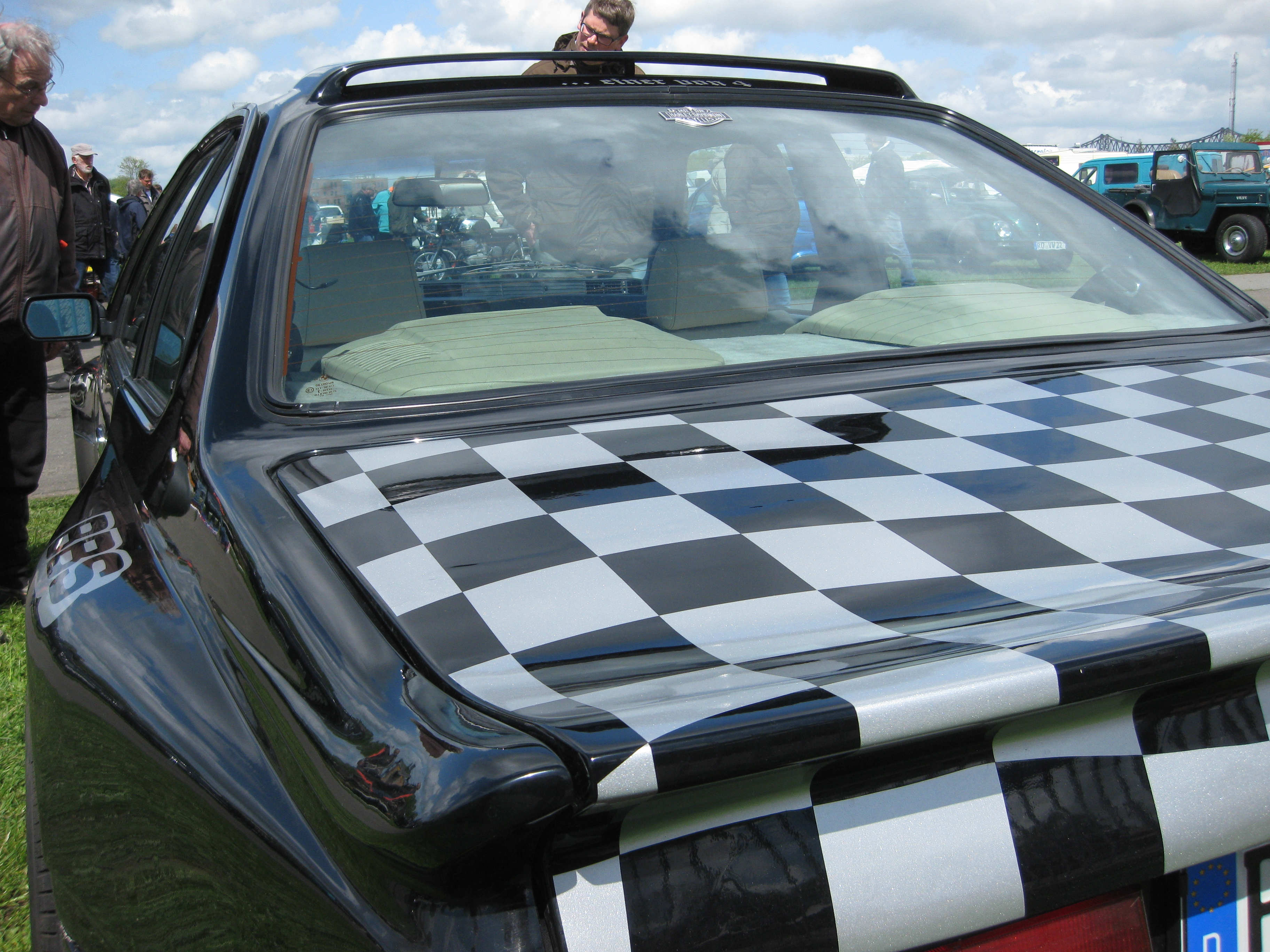
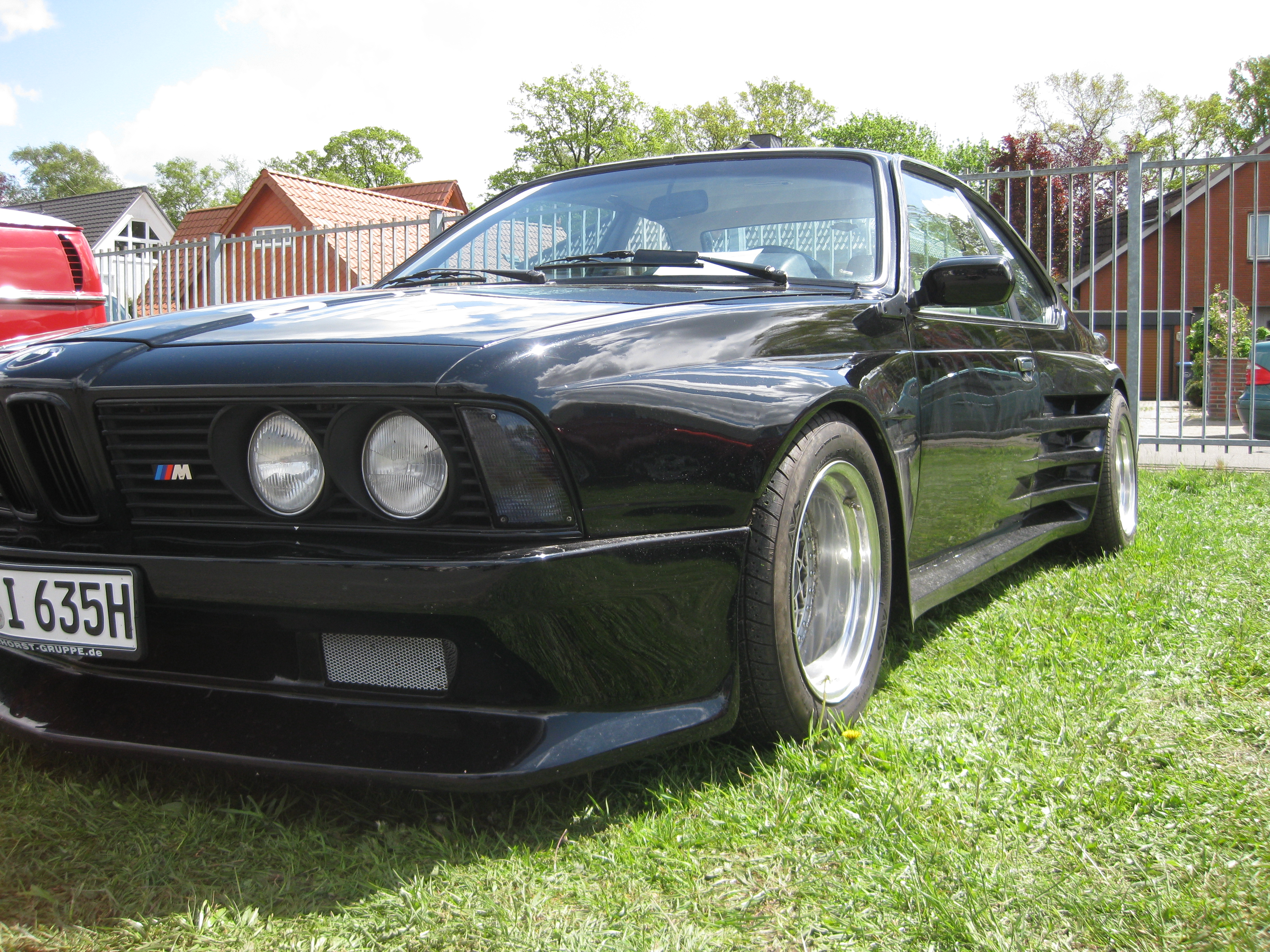

## Závodní verze
Od roku 1981 byly 635 CSi nasazovány soukromými i továrně podporovanými týmy v závodech cestovních vozů ve skupině 2 a od roku 1982 i ve skupině A, pilotovány jezdci jako Dieter Quester, Marc Surer, Hans-Joachim Stuck, Gerhard Berger a Roberto Ravaglia.

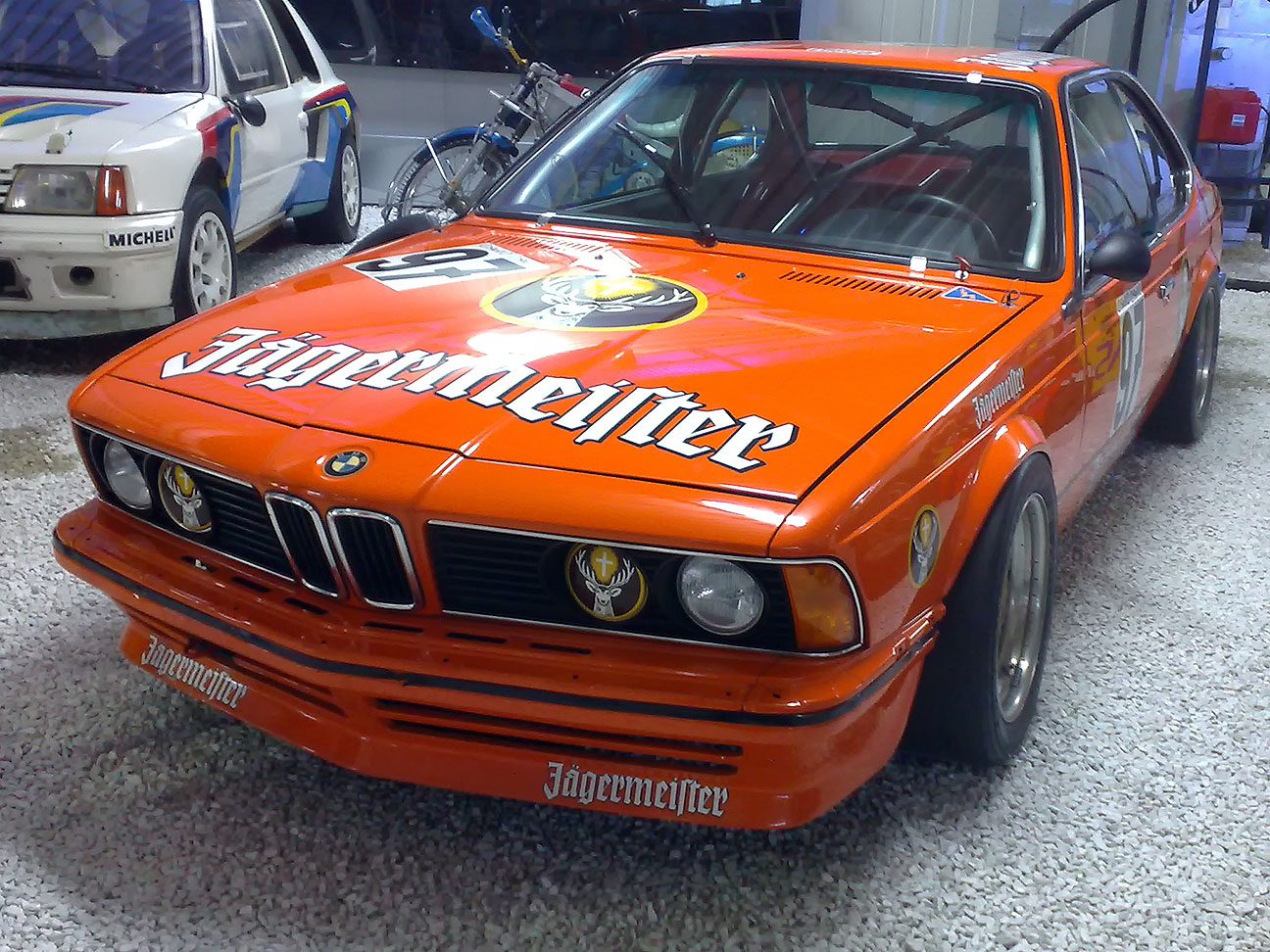
BMW 635 CSi závodní kupé

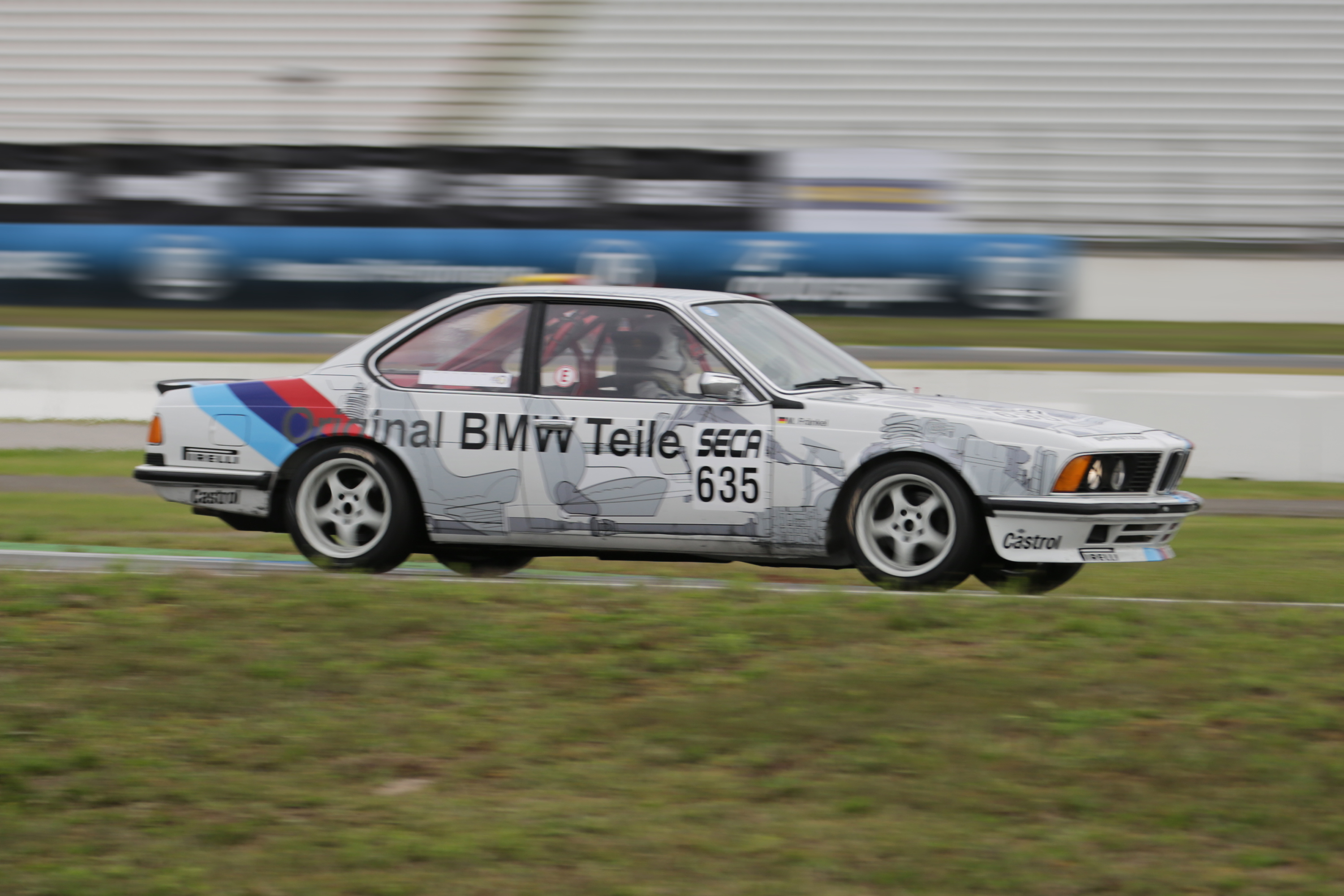
BMW 635 CSi, r.v. 1984, 3500 cm³, na Hockenheim Historic 2021

Protože BMW nedodávalo vlastní hotové tovární vozy, závodní speciály vznikaly ve spolupráci automobilky, dodavatelů dílů a závodních týmů. Karoserie pro závodní 635 byla připravena u firmy Karmann, BMW pak dodalo podvozek a brzdy, bezpečnostní nádrž i aerodynamické a jiné prvky výbavy. Jelikož v té době dokázala provést potřebné závodní přeprogramování elektroniky motoru pouze Alpina, pocházejí všechny závodní motory od ní. Cena za karoserii včetně sady dílů činila v roce 1983 plných 120 000,– německých marek, motor dalších 35 tisíc.
Přestože bavorské kupé s výkonem 300 koňských sil a maximální rychlostí až 250 km/h nedosahovalo parametrů více než čtyřsetkoňového Jaguara XJ-S ani přeplňovaných motorů Volva 240, díky spolehlivosti, ovladatelnosti i hospodárnosti dokázalo v letech 1981, 1983 a 1986 vyhrát Mistrovství Evropy cestovních automobilů s Helmutem Kellenersem, Dieterem Questerem a Robertem Ravagliou za volantem.
V letech 1983, 1985 a 1986 vyhrál vůz 635 CSi rovněž závod 24 hodin Spa-Francorchamps, v letech 1984 a 1985 bylo kupé úspěšné ve 24hodinových závodech na Nürburgringu.

Z českého pohledu je významná účast jezdců Břetislava Engeho a Zdeňka Vojtěcha ve spolupráci s firmou Hartge, jejichž BMW 635CSi se dokázalo jen v roce 1983 dvakrát umístit na stupních vítězů v Mistrovství Evropy cestovních automobilů, čímž si posádka získala respekt závodních hvězd, jakými byli Tom Walkinshaw, nebo Hans-Joachim Stuck. Československé kupé bylo třikrát k vidění i na startu Velké ceny Brna, a to v letech 1983 až 1985.

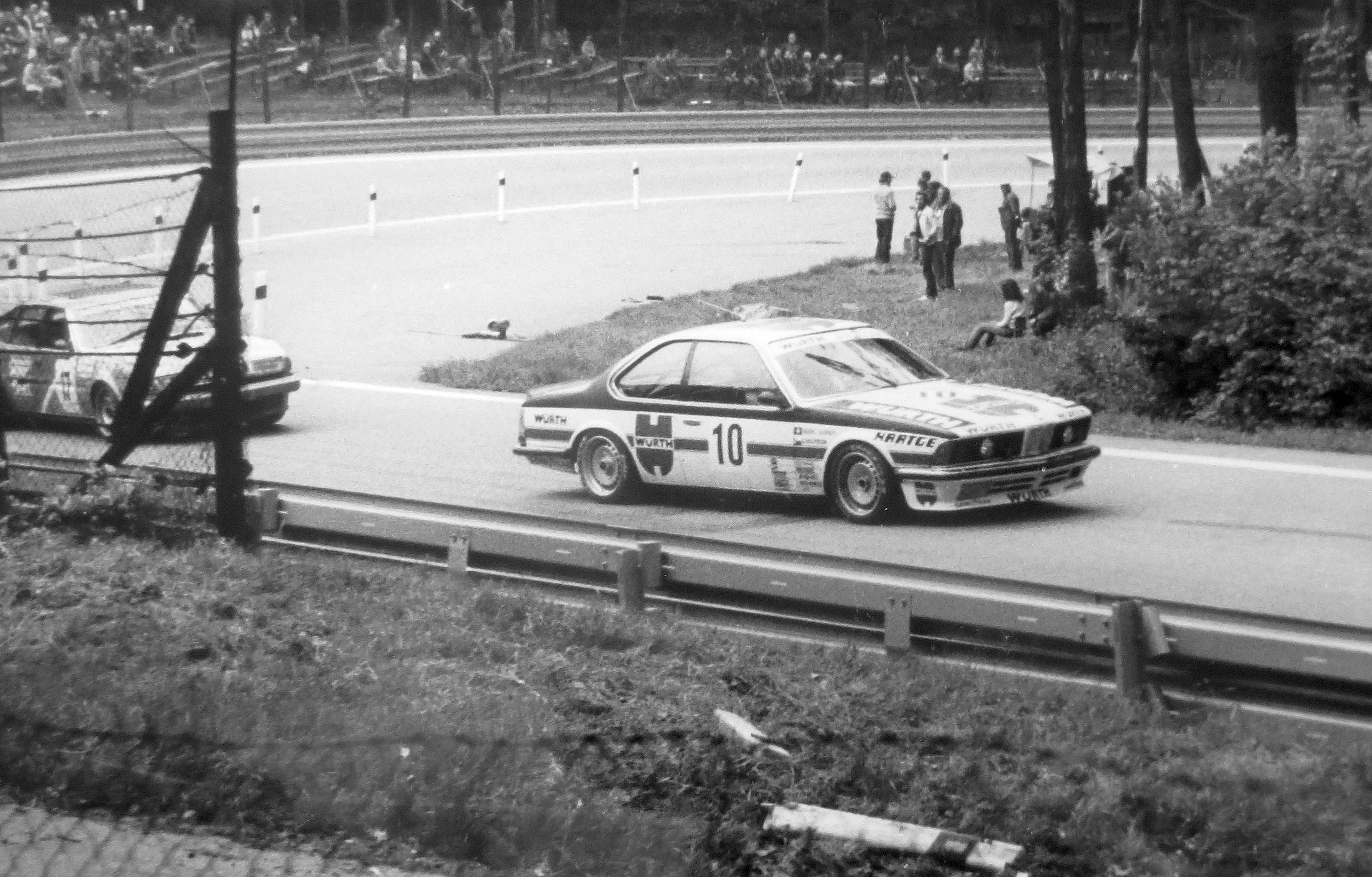
Vojtěch – Surer, BMW 635, průjezd Farinovou zatáčkou (Brno 1984)
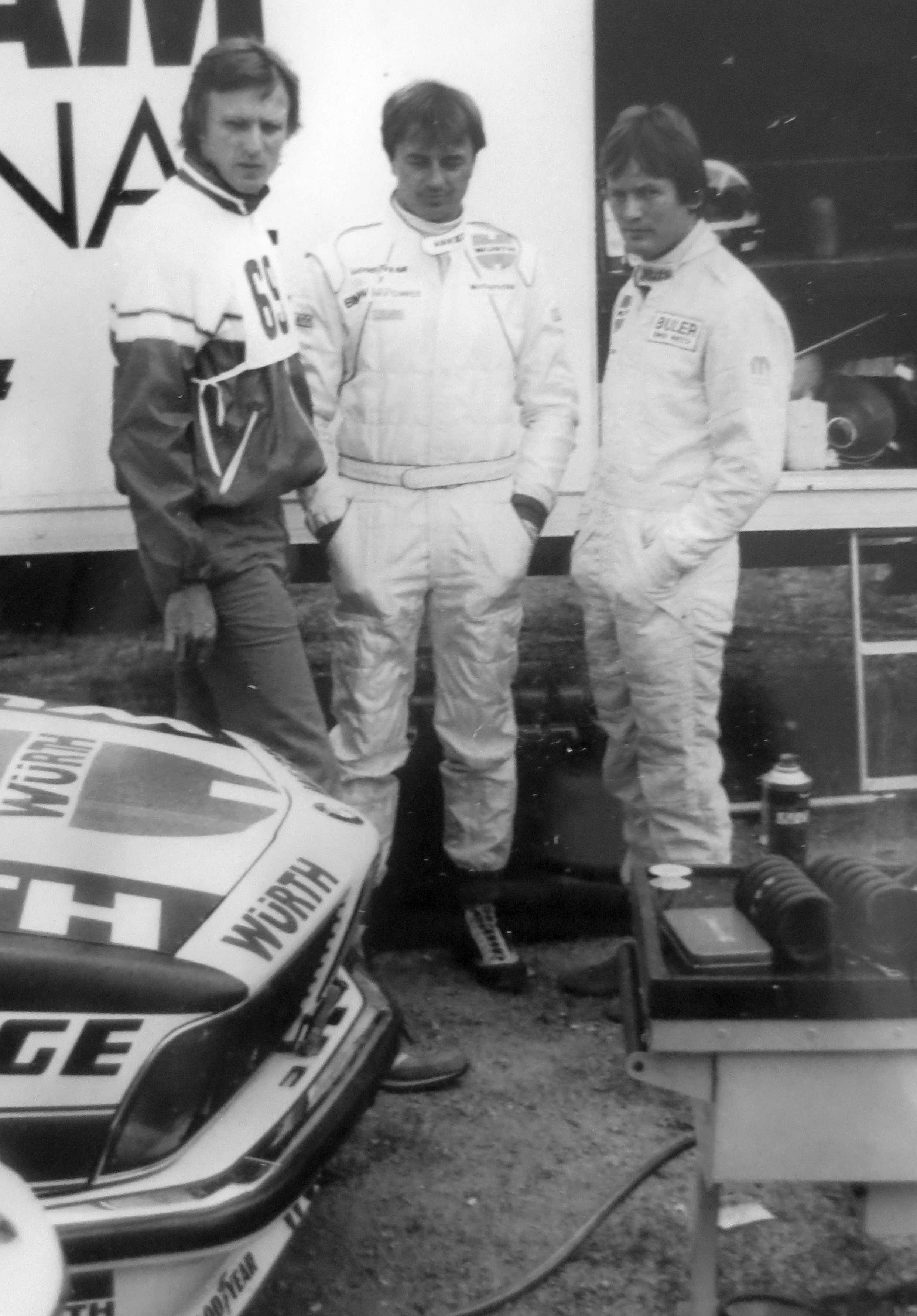
Vojtěch – Surer, BMW 635 (Brno 1984)
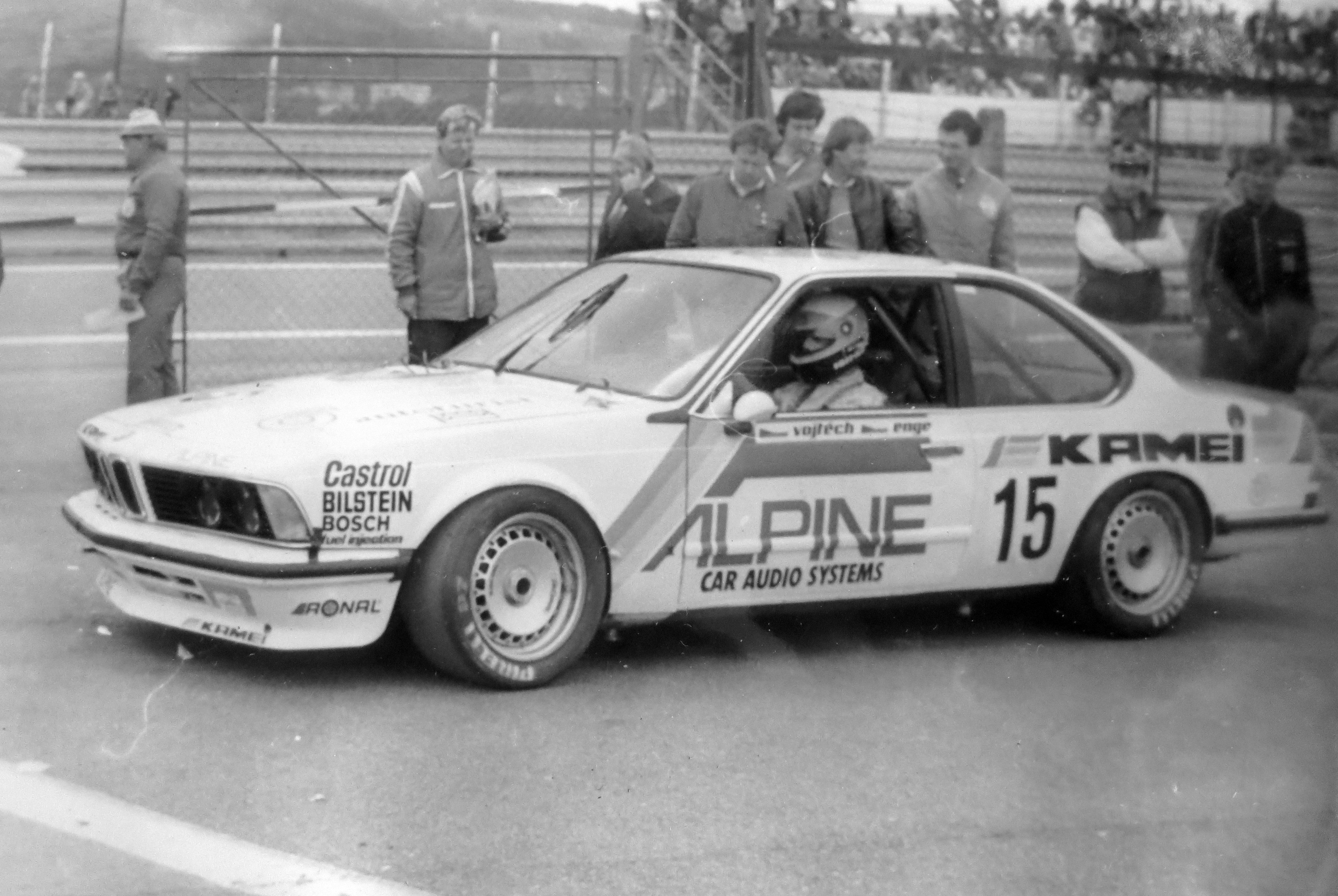
Vojtěch – Enge, BMW 635 (Brno 1985)

Schnitzer BMW 635 CSi (Group A) s továrními polepy Original BMW Teile
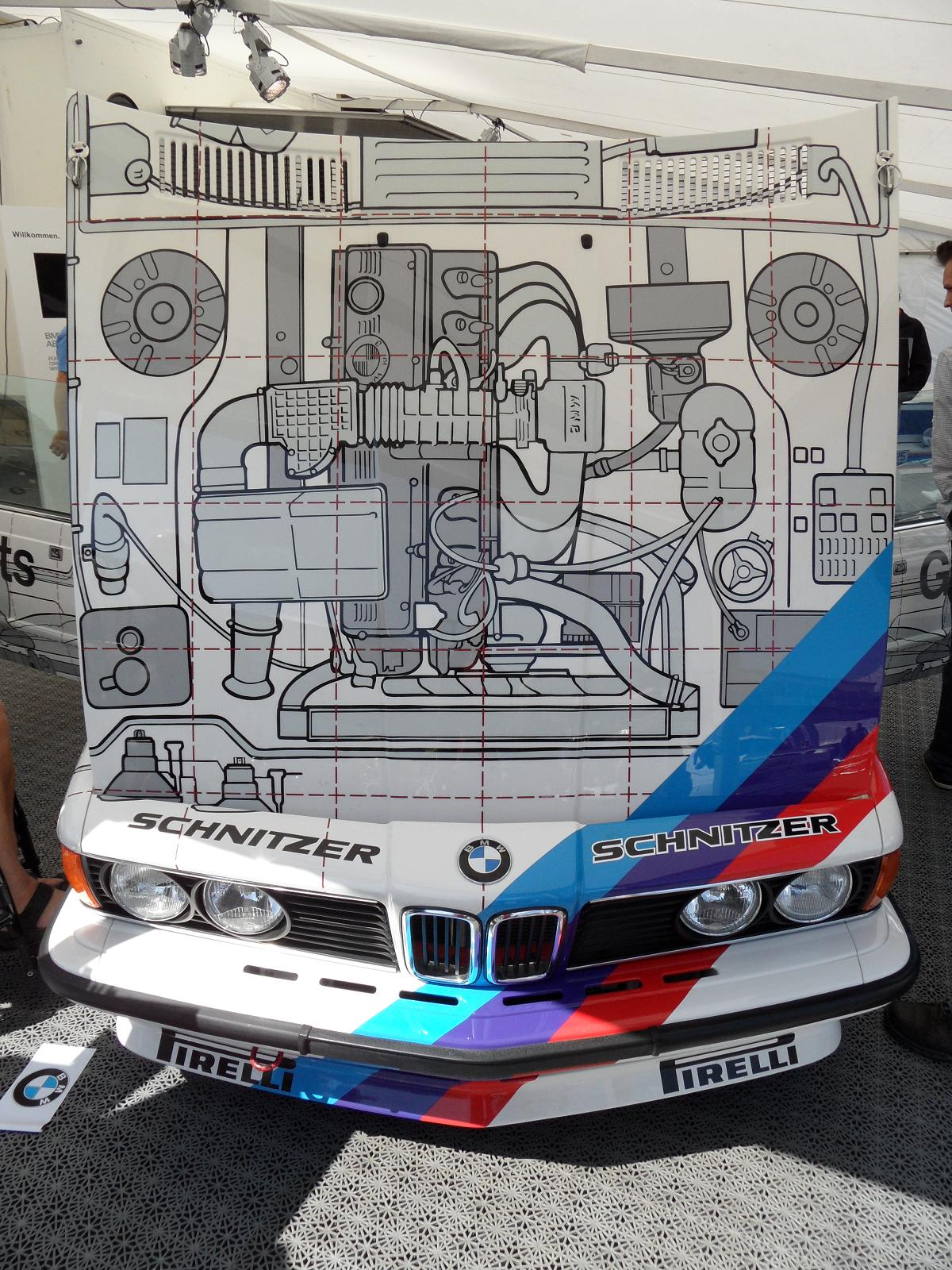
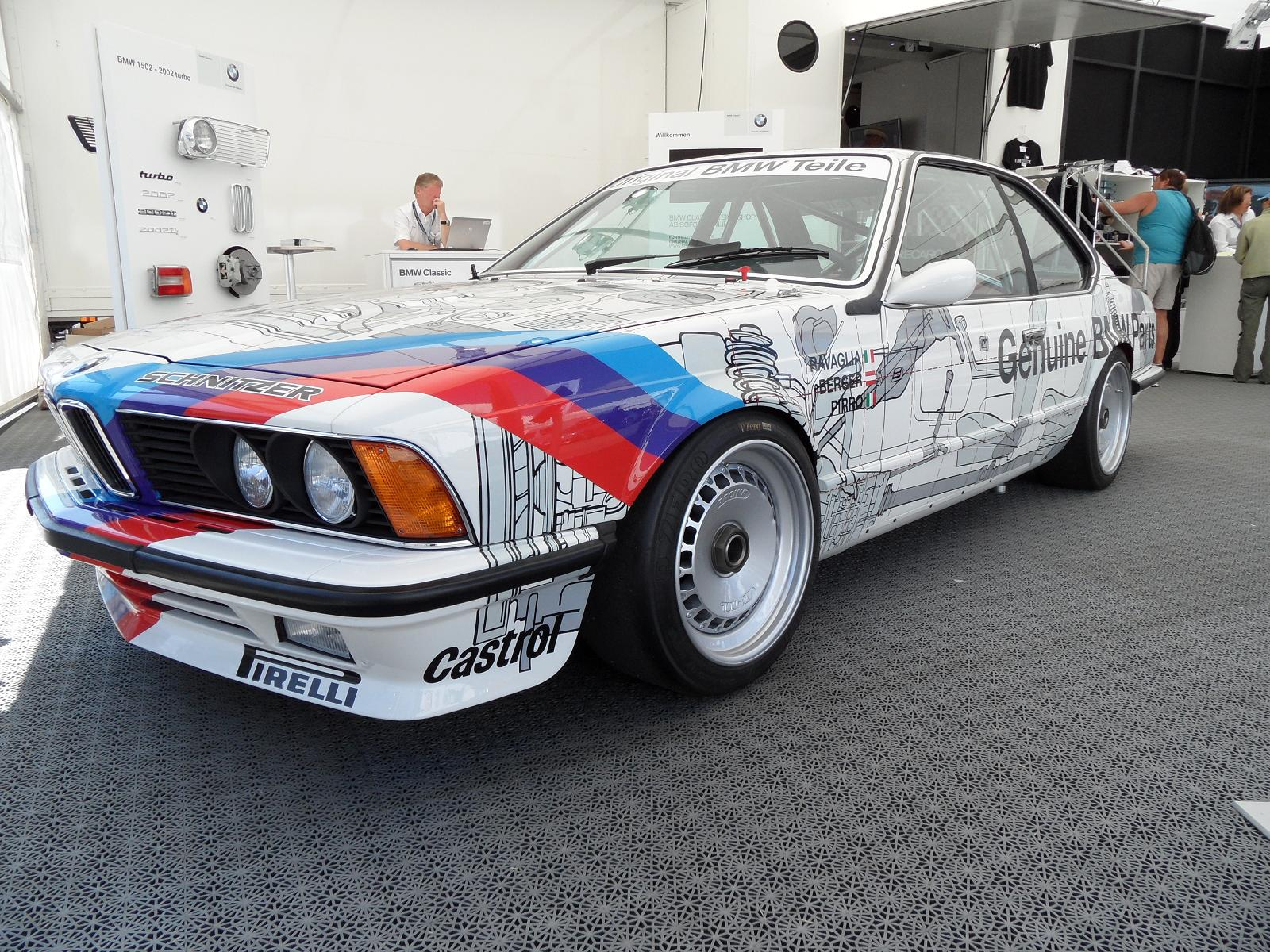
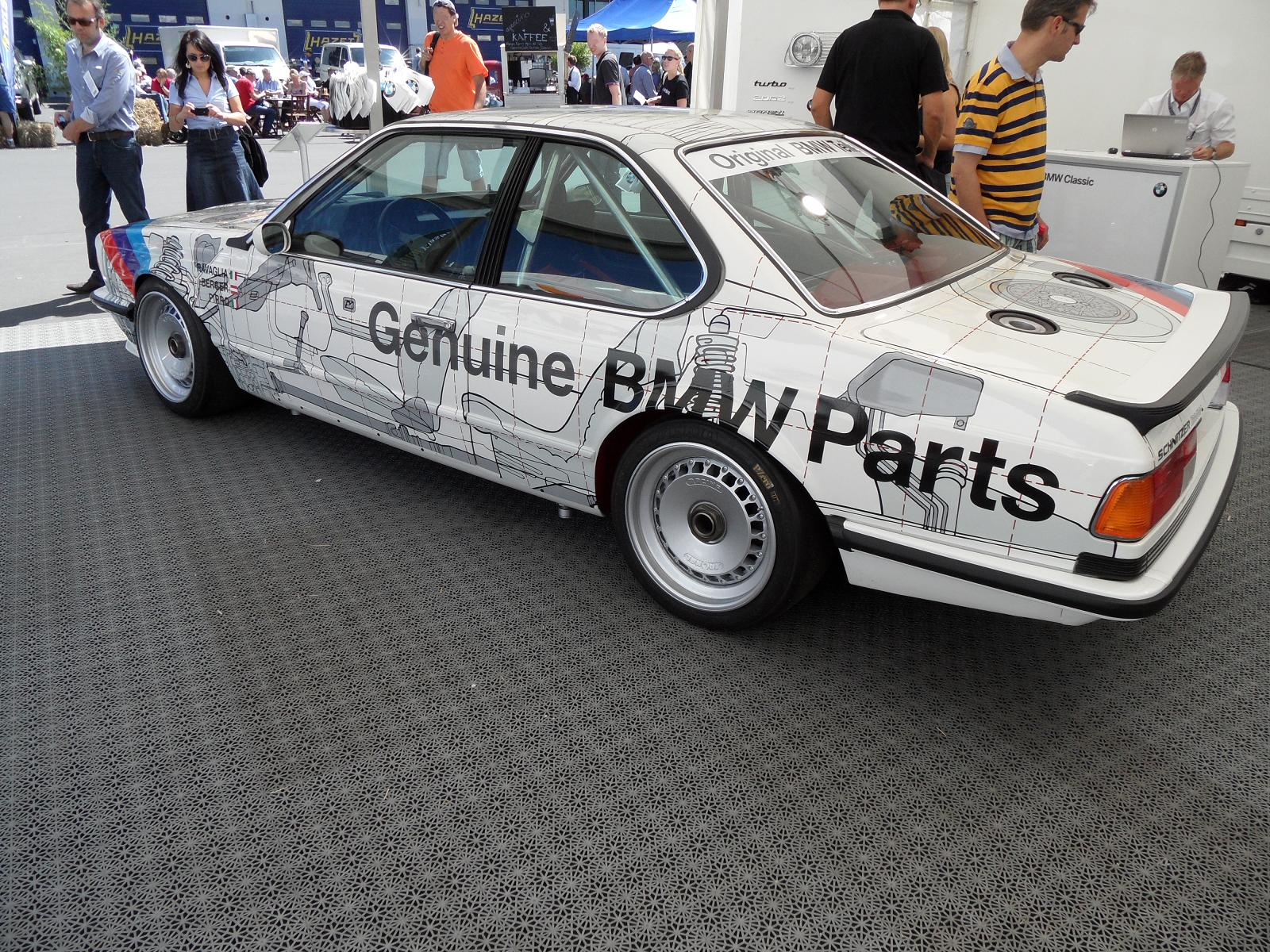

V roce 1984, tedy v roce založení DTM, se prvního šampionátu zúčastnil Volker Strycek v závodním voze skupiny A. Přestože nevyhrál ani jeden závod, díky pravidelnému umístění na bodech dokázal šampionát vyhrát.
Závodní kupé 635 CSi se kromě Německa používalo také ve Velké Británii, Francii, Belgii, Skandinávii, Austrálii, Novém Zélandu a Japonsku v příslušných národních šampionátech cestovních vozů, v alpských oblastech a ve Velké Británii také v závodech do vrchu a ve Francii i v rallycrossových závodech. Protože však síla závodního kupé spočívala spíše ve spolehlivosti než v rychlosti, nedosáhlo v krátkých soutěžích výraznějších úspěchů.
Kupé 635 CSi byla přestavována i pro účast v rallye. V roce 1982 startovali Winfried Herrmann a Dieter Schneppenheim na Rallye Monte Carlo s vozem skupiny 2. V roce 1985 tým Andreas Rausch s původně okruhovým vozem Hartge Skupiny A startoval na Rallye Vorderpfalz, kde jezdci Rausch a Plenk skončili celkově na šestém místě.

## Projekt BMW Art Cars
BMW Art Cars je projekt, ve kterém grafické ztvárnění laku jednotlivých, obvykle závodních, vozidel navrhují známí umělci.
V roce 1982 rakouský malíř Ernst Fuchs navrhl provedení BMW 635 CSi nazvané „Feuerfuchs auf Hasenjagd“. Poprvé nebylo jako podklad použito vozidlo závodní, ale sériové.

BMW 635 CSi z roku 1986  navržené americkým umělcem Robertem Rauschenbergem je standardní kupé řady 6 v americké verzi. Na rozdíl od svých předchůdců se výtvarný design na karoserii nepřenášel pomocí laku, ale pomocí fototechniky.

BMW Art Car Roberta Rauschenberga (1986)
Pohled z levé strany
Čelní pohled
Pohled z pravé strany
Pohled zezadu

## Odlišnosti exportních verzí
Existovaly celkem čtyři varianty E24 s odlišnostmi dle cílového trhu:
- Evropa: Základní model, levostranné řízení pro země kontinentální Evropy a pravostranné řízení pro Spojené království. Vzhledem k tomu, že Evropa byla v té době největším prodejním trhem BMW, byla zde k dispozici většina variant motoru a volitelné výbavy. Označení modelu: ECE, popř. s katalyzátorem
  - Švýcarsko/Švédsko: Kvůli přísnějším výfukovým a hlukovým limitům platným ve Švýcarsku od října 1982 byl do konce roku 1984 nabízen model 635 CSi s motorem o objemu 3,2 litru a úpravami pro snížení emisí (sekundární vstřikování vzduchu, recirkulace výfukových plynů). Tento motor s výkonem 145 kW (197 k) se prodával i ve Švédsku. Od modelového roku 1985 až do druhého faceliftu v roce 1987 měl švýcarský zákazník možnost volby mezi nízkokompresním motorem 3,4 litru se 150 kW (204 k) (s alternativní mapou řídící jednotky pro rychlosti pod 65 km/h) nebo evropský motor 3,4 litru s katalyzátorem. Před a po výše uvedených obdobích se švýcarské 633 CSi a 635 CSi neliší od modelů ECE.
- USA: Pro USA a Kanadu byly některé modely nabízeny podle specifických předpisů týkajících se výfukových emisí a bezpečnosti vozidla (nárazníky, indikátor zapnutí bezpečnostních pásů, třetí brzdové světlo). Označení modelu: U49 (pro 49 států USA, kromě Kalifornie), později U50 (viz Kalifornie).
- Kalifornie: Vzhledem k tomu, že CARB (California Air Resources Board) již od roku 1976 předepisuje přísnější limity pro emise vozidel, byly modely 630 CSi a 633 CSi pro kalifornský trh v letech 1977 až 1979 kromě opatření pro dodatečnou filtraci výfukových plynů vybaveny upraveným systémem zapalování a vstřikování. 633 CSi, dostupný v USA od září 1979, již kalifornské emisní předpisy splňoval standardně. Označení modelu: CAL.
- Japonsko: Modely pro Japonsko odpovídají americkým verzím z července 1979 (únor 1978 až červenec 1979: 633 CSi JAP s neřízeným katalyzátorem), pokud jde o měření emisí, ale mají štíhlejší nárazníky evropské specifikace. Kromě M6 mají všechny 633 CSi a 635 CSi dodávané v Japonsku automatické převodovky. Tato vozidla byla vyráběna pouze do listopadu 1988. Označení modelu: JAP

### Americké modely
Poté, co BMW v roce 1975 převzalo prodejní strukturu amerického importéra Maxe Hoffmana, který se jako generální importér pro Mercedes-Benz a BMW také významně podílel na vývoji BMW 507 a předtím Mercedes-Benz 300 SL, a byla založena prodejní společnost BMW of North America, se prodeje v USA během tří let téměř zdvojnásobily. K tomu by mělo přispět i nové kupé řady 6.
- 630 CSi (09/1976–07/1977): Z důvodu přísnějších emisních předpisů byl vyvinut motor s rozsáhlými úpravami ke snížení emisí: recirkulace výfukových plynů, sekundární vstřikování vzduchu, ventilace nádrže s filtrem s aktivním uhlím a tepelný reaktor. U paliv dostupných v USA s nižšími antidetonačními vlastnostmi musel být snížen kompresní poměr. Vzhledem k tomu, že zejména dodatečné spalování výfukových plynů je velmi citlivé na rychlé změny otáček a zatížení motoru – čím menší je změna pracovního bodu motoru, tím snazší je předregulace resp. sledování směsi paliva a vzduchu, recirkulované množství výfukových plynů a vháněný sekundární vzduch udržují dospalování výfukových plynů na principu termoreaktoru – úpravy vedly k nižším jízdním výkonům a prodejní výsledky nenaplňovaly očekávání.[20]
- 633 CSi L-Jetronic (09/77–05/79): První úpravou bylo zvýšení objemu na 3,2 litru, což vzhledem k sadě opatření převzaté z 630 CSi, vedlo pouze k drobnému zvýšení výkonu, ale díky celkovému naladění se zlepšil jízdní projev. Součástí standardní výbavy nyní byla i klimatizace a kožené čalounění.
- 633 CSi Motronic (07/79–09/84): Díky lambda sondě představené společností Bosch v roce 1976 mohl být obtížně ovladatelný termoreaktor nahrazen katalytickým čištěním výfukových plynů, což znamená, že vstřikování sekundárního vzduchu a recirkulace výfukových plynů, stejně jako speciální model CAL, již nebyly potřeba. Řízení motoru a následnou úpravu výfukových plynů převzal systém Bosch Motronic, který byl tehdy dodávaný pouze na americký trh. To znamenalo, že výkonová křivka se nakonec mohla výrazně zlepšit, přestože maximální výkon motoru zůstal stejný.[21]
- 635 CSi a M6 (od roku 1985, resp. 1987): Vzhledem k tomu, že se katalyzátor osvědčil, americké verze 635 CSi a později M6 již nepoužívaly žádné technologie, které by se odchylovaly od evropských modelů. Rozdíly byly jen v interiéru a v náraznících.

### L6 a M6

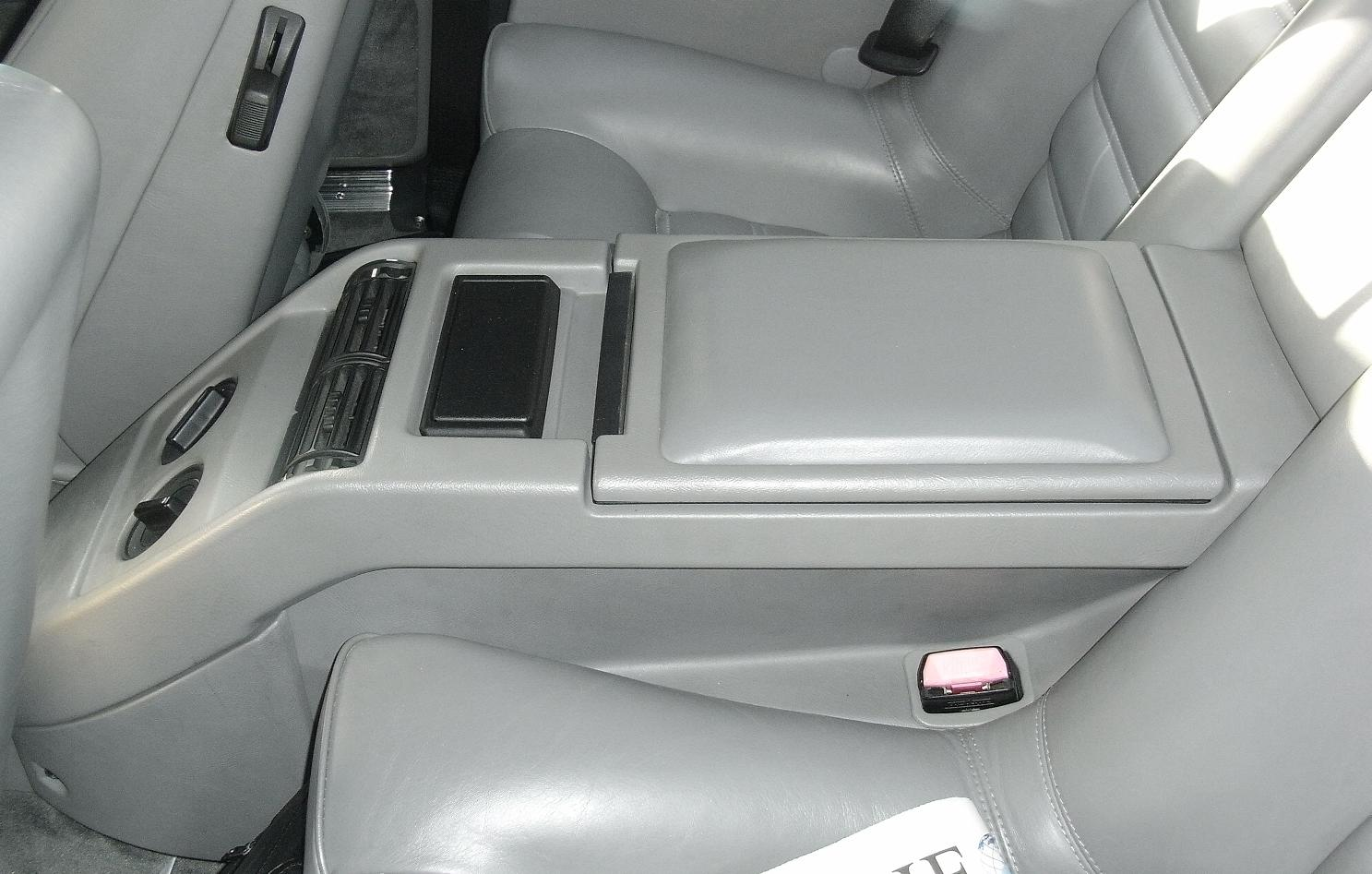
Zadní klima E24

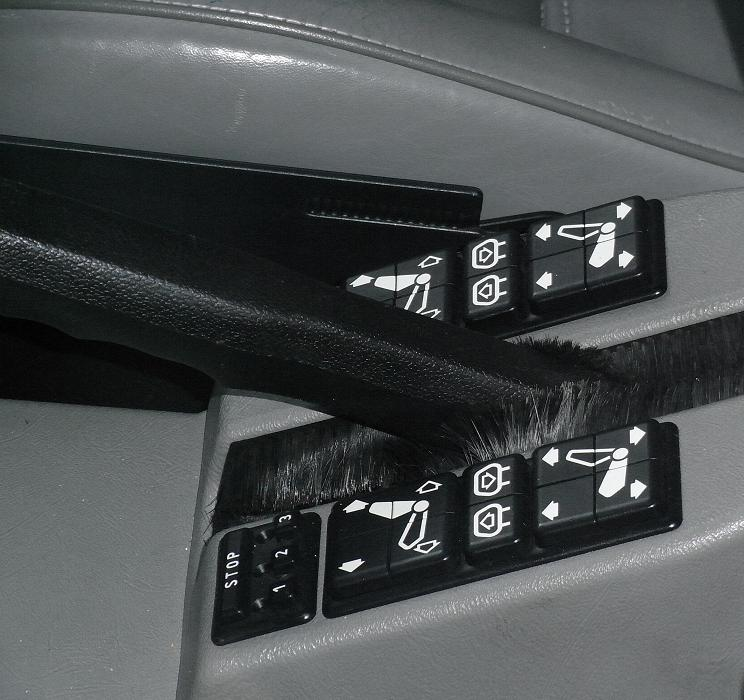
Elektrické nastavení sedadel

635 CSi se v USA a Kanadě nabízel od modelového roku 1987 s nízkokompresním motorem a standardně montovaným katalyzátorem pod prodejním označením BMW L6. Nejvíce změn obsáhla výbava interiéru (např. kompletní čalounění kůží, zadní klimatizace, elektrické nastavení sedadel atd.). Od druhého faceliftu (CS/2) bylo v interiéru upuštěno od koženého čalounění palubní desky..
M6, která se v USA nabízela jako ekvivalent evropské M635 CSi z modelového roku 1987, měla kromě standardních sportovních sedadel stejnou vnitřní výbavu jako L6. Modely v Severní Americe, stejně jako ty v Japonsku, měly na přední masce a na víku kufru znak ///M6 (tři lomítka před písmenem M značí tři šikmé barevné pruhy v barvách BMW Motorsport té doby – modrá, fialová a červená).
Výbava L6 byla v Evropě nabízena od druhého faceliftu v roce 1987 i pro 635 CSi a M635 CSi jako tzv. Highline. Konkrétně v Německu za cenu 11 275,– až 12 500,– marek.

## Technické specifikace

### BMW
| Model                                    | 628 CSi | 628 CSi | 630 CS | 630 CSi (USA) | 633 CSi | 633 CSi | 635 CSi | 635 CSi | 635 CSi Kat. | 635 CSi | 635 CSi Kat. | M635 CSi | M635 CSi Kat. |
| ---------------------------------------- | --- | --- | --- | --- | --- | --- | --- | --- | --- | --- | --- | --- | --- |
| Počátek výroby                           | 06/1979 | 05/1982 | 10/1975 | 09/1976 | 10/1975 | 09/1979 | 06/1978 | 05/1982 | 09/1985 | 06/1987 | 06/1987 | 04/1984 | 07/1986 |
| Ukončení výroby                          | 04/1982 | 05/1987 | 08/1979 | 07/1977 | 08/1979 | 09/1984 | 04/1982 | 06/1987 | 06/1987 | 04/1989 | 04/1989 | 04/1989 | 04/1989 |
| Vyrobených kusů                          | 5951 | 5951 | 3972 | 1794 | 23432 | 23432 | 45215 | 45215 | 45215 | 45215 | 45215 | 5855 | 5855 |
| z toho pravostranných                    | 1083 | 1083 | – | – | 1696 | 1696 | 6530 | 6530 | 6530 | 6530 | 6530 | 524 | |
| Motorizace a pohon                       | | | | | | | | | | | | | |
| Motor                                    | řadový šestiválec 4 ventily na válec BMW M30 | řadový šestiválec 4 ventily na válec BMW M30 | řadový šestiválec 4 ventily na válec BMW M30 | řadový šestiválec 4 ventily na válec BMW M30 | řadový šestiválec 4 ventily na válec BMW M30 | řadový šestiválec 4 ventily na válec BMW M30 | řadový šestiválec 4 ventily na válec BMW M30 | řadový šestiválec 4 ventily na válec BMW M30 | řadový šestiválec 4 ventily na válec BMW M30 | řadový šestiválec 4 ventily na válec BMW M30 | řadový šestiválec 4 ventily na válec BMW M30 | řadový šestiválec 4 ventily na válec BMW M88 | řadový šestiválec 4 ventily na válec BMW M88 |
| Objem v cm³                              | 2788 | 2788 | 2986 | 2986 | 3210 | 3210 | 3453 | 3430 | 3430 | 3430 | 3430 | 3453 | 3453 |
| Zdvih x vrtání                           | 86,0×80,0 | 86,0×80,0 | 89,0×80,0 | 89,0×80,0 | 89,0×86,0 | 89,0×86,0 | 93,4×84,0 | 92,0×86,0 | 92,0×86,0 | 92,0×86,0 | 92,0×86,0 | 93,4×84,0 | 93,4×84,0 |
| Kompresní poměr                          | 9,3:1 | 9,3:1 | 9,0:1 | 8,1:1 | 9,0:1 | 9,3:1 | 9,3:1 | 10,0:1 | 8,0:1 | 9,2:1 | 9,0:1 | 10,5:1 | 9,8:1 |
| Výkon v kW (PS) při otáčkách za min−1    | 135 (184) 5800 | 135 (184) 5800 | 136 (185) 5800 | 131 (178) 5500 | 147 (200) 5500 | 145 (197) 5500 | 160 (218) 5200 | 160 (218) 5500 | 136 (185) 5400 | 162 (220) 5700 | 155 (211) 5700 | 210 (286) 6500 | 191 (260) 6500 |
| Točivý moment v Nm při otáčkách za min−1 | 240 4200 | 240 4200 | 260 3500 | 252 4500 | 285 4300 | 280 4250 | 304 4000 | 310 4000 | 290 4000 | 310 4000 | 305 4000 | 340 4500 | 330 4500 |
| Příprava směsi                           | Vstřikování BOSCH L-Jetronic | Vstřikování BOSCH L-Jetronic | Karburátor Solex 4A1 | Vstřikování BOSCH L-Jetronic 635 CSi od 09/80: BOSCH Motronic I | Vstřikování BOSCH L-Jetronic 635 CSi od 09/80: BOSCH Motronic I | Vstřikování BOSCH L-Jetronic 635 CSi od 09/80: BOSCH Motronic I | Vstřikování BOSCH L-Jetronic 635 CSi od 09/80: BOSCH Motronic I | Vstřikování BOSCH Motronic II | Vstřikování BOSCH Motronic II | Vstřikování BOSCH Motronic III | Vstřikování BOSCH Motronic III | Vstřikování BOSCH Motronic M1.1 | Vstřikování BOSCH Motronic M1.1 |
| Oktanové číslo (ROZ)                     | 98 | 98 | 98 | 91 | 98 | 98 | 98 | 98 | 91 | 95 | 91 | 98 | 95 |
| Druh pohonu                              | Čtyřrychlostní manuální převodovka Getrag 262, od 1979 pětistupňová manuální Getrag 260, volitelně pětistupňová manuální sportovní převodovka Getrag 265 (635 CSi do 1982) Volitelně třístupňová automatická převodovka ZF 3HP-22, od 1983 čtyřstupňová automatická převodovka 4HP-22 nebo 4HP-22 EH Motor vpředu, pohon zadních kol, na přání lamelový samosvorný diferencíál s 25 % svorností | Čtyřrychlostní manuální převodovka Getrag 262, od 1979 pětistupňová manuální Getrag 260, volitelně pětistupňová manuální sportovní převodovka Getrag 265 (635 CSi do 1982) Volitelně třístupňová automatická převodovka ZF 3HP-22, od 1983 čtyřstupňová automatická převodovka 4HP-22 nebo 4HP-22 EH Motor vpředu, pohon zadních kol, na přání lamelový samosvorný diferencíál s 25 % svorností | Čtyřrychlostní manuální převodovka Getrag 262, od 1979 pětistupňová manuální Getrag 260, volitelně pětistupňová manuální sportovní převodovka Getrag 265 (635 CSi do 1982) Volitelně třístupňová automatická převodovka ZF 3HP-22, od 1983 čtyřstupňová automatická převodovka 4HP-22 nebo 4HP-22 EH Motor vpředu, pohon zadních kol, na přání lamelový samosvorný diferencíál s 25 % svorností | Čtyřrychlostní manuální převodovka Getrag 262, od 1979 pětistupňová manuální Getrag 260, volitelně pětistupňová manuální sportovní převodovka Getrag 265 (635 CSi do 1982) Volitelně třístupňová automatická převodovka ZF 3HP-22, od 1983 čtyřstupňová automatická převodovka 4HP-22 nebo 4HP-22 EH Motor vpředu, pohon zadních kol, na přání lamelový samosvorný diferencíál s 25 % svorností | Čtyřrychlostní manuální převodovka Getrag 262, od 1979 pětistupňová manuální Getrag 260, volitelně pětistupňová manuální sportovní převodovka Getrag 265 (635 CSi do 1982) Volitelně třístupňová automatická převodovka ZF 3HP-22, od 1983 čtyřstupňová automatická převodovka 4HP-22 nebo 4HP-22 EH Motor vpředu, pohon zadních kol, na přání lamelový samosvorný diferencíál s 25 % svorností | Čtyřrychlostní manuální převodovka Getrag 262, od 1979 pětistupňová manuální Getrag 260, volitelně pětistupňová manuální sportovní převodovka Getrag 265 (635 CSi do 1982) Volitelně třístupňová automatická převodovka ZF 3HP-22, od 1983 čtyřstupňová automatická převodovka 4HP-22 nebo 4HP-22 EH Motor vpředu, pohon zadních kol, na přání lamelový samosvorný diferencíál s 25 % svorností | Čtyřrychlostní manuální převodovka Getrag 262, od 1979 pětistupňová manuální Getrag 260, volitelně pětistupňová manuální sportovní převodovka Getrag 265 (635 CSi do 1982) Volitelně třístupňová automatická převodovka ZF 3HP-22, od 1983 čtyřstupňová automatická převodovka 4HP-22 nebo 4HP-22 EH Motor vpředu, pohon zadních kol, na přání lamelový samosvorný diferencíál s 25 % svorností | Čtyřrychlostní manuální převodovka Getrag 262, od 1979 pětistupňová manuální Getrag 260, volitelně pětistupňová manuální sportovní převodovka Getrag 265 (635 CSi do 1982) Volitelně třístupňová automatická převodovka ZF 3HP-22, od 1983 čtyřstupňová automatická převodovka 4HP-22 nebo 4HP-22 EH Motor vpředu, pohon zadních kol, na přání lamelový samosvorný diferencíál s 25 % svorností | Čtyřrychlostní manuální převodovka Getrag 262, od 1979 pětistupňová manuální Getrag 260, volitelně pětistupňová manuální sportovní převodovka Getrag 265 (635 CSi do 1982) Volitelně třístupňová automatická převodovka ZF 3HP-22, od 1983 čtyřstupňová automatická převodovka 4HP-22 nebo 4HP-22 EH Motor vpředu, pohon zadních kol, na přání lamelový samosvorný diferencíál s 25 % svorností | Čtyřrychlostní manuální převodovka Getrag 262, od 1979 pětistupňová manuální Getrag 260, volitelně pětistupňová manuální sportovní převodovka Getrag 265 (635 CSi do 1982) Volitelně třístupňová automatická převodovka ZF 3HP-22, od 1983 čtyřstupňová automatická převodovka 4HP-22 nebo 4HP-22 EH Motor vpředu, pohon zadních kol, na přání lamelový samosvorný diferencíál s 25 % svorností | Čtyřrychlostní manuální převodovka Getrag 262, od 1979 pětistupňová manuální Getrag 260, volitelně pětistupňová manuální sportovní převodovka Getrag 265 (635 CSi do 1982) Volitelně třístupňová automatická převodovka ZF 3HP-22, od 1983 čtyřstupňová automatická převodovka 4HP-22 nebo 4HP-22 EH Motor vpředu, pohon zadních kol, na přání lamelový samosvorný diferencíál s 25 % svorností | Pětistupňová manuální sportovní Getrag 280/5 Samosvorný diferenciál | Pětistupňová manuální sportovní Getrag 280/5 Samosvorný diferenciál |
| Jízdní parametry a spotřeba              | | | | | | | | | | | | | |
| Nejvyšší rychlost v km/h                 | 208 (200) | 212 (204) | 210 (202) | 203 (195) | 215 (207) | 215 (207) | 222 (214) | 229 (221) | 217 (213) | 230 (225) | 225 (220) | 255 | 245 |
| 0–100 km/h v s                           | 9,3 (11,1) | 9,1 (10,9) | 9,0 (11,2) | 9,0 (9,0) | 7,9 (10,4) | 7,9 (10,4) | 7,6 (9,1) | 7,6 (9,1) | 8,3 (9,6) | 7,4 (8,4) | 8,1 (9,0) | 6,4 [0–200: 23,5 s] | 6,9 |
| Spotřeba l/100 km 90 km/h 120 km/h Město | 8,2 (8,8) 10,1 (11,1) 17,7 (17,7) | 6,8 (6,8) 8,8 (8,8) 14,3 (14,4) | | | | 8,6 (9,2) 9,9 (11,2) 16,9 (16,3) | 8,6 (9,2) 9,9 (10,5) 19,6 (17,3) | 7,2 (6,8) 8,8 (8,7) 15,7 (14,8) | 8,2 (7,8) 9,9 (9,5) 16,5 (16,8) | 7,9 (7,8) 9,9 (9,8) 16,8 (16,9) | 8,2 (8,0) 10,3 (10,2) 17,4 (17,5) | 7,8 9,7 16,5 | 8,1 10,1 17,6 |
| Podvozek                                 | | | | | | | | | | | | | |
| Zavěšení                                 | Nezávislé odpružení všech kol s vinutými pružinami a teleskopickými tlumiči, stabilizátory vpředu a vzadu, od roku 1987 elektronicky řízené nastavení tlumičů (EDC) na přání | Nezávislé odpružení všech kol s vinutými pružinami a teleskopickými tlumiči, stabilizátory vpředu a vzadu, od roku 1987 elektronicky řízené nastavení tlumičů (EDC) na přání | Nezávislé odpružení všech kol s vinutými pružinami a teleskopickými tlumiči, stabilizátory vpředu a vzadu, od roku 1987 elektronicky řízené nastavení tlumičů (EDC) na přání | Nezávislé odpružení všech kol s vinutými pružinami a teleskopickými tlumiči, stabilizátory vpředu a vzadu, od roku 1987 elektronicky řízené nastavení tlumičů (EDC) na přání | Nezávislé odpružení všech kol s vinutými pružinami a teleskopickými tlumiči, stabilizátory vpředu a vzadu, od roku 1987 elektronicky řízené nastavení tlumičů (EDC) na přání | Nezávislé odpružení všech kol s vinutými pružinami a teleskopickými tlumiči, stabilizátory vpředu a vzadu, od roku 1987 elektronicky řízené nastavení tlumičů (EDC) na přání | Nezávislé odpružení všech kol s vinutými pružinami a teleskopickými tlumiči, stabilizátory vpředu a vzadu, od roku 1987 elektronicky řízené nastavení tlumičů (EDC) na přání | Nezávislé odpružení všech kol s vinutými pružinami a teleskopickými tlumiči, stabilizátory vpředu a vzadu, od roku 1987 elektronicky řízené nastavení tlumičů (EDC) na přání | Nezávislé odpružení všech kol s vinutými pružinami a teleskopickými tlumiči, stabilizátory vpředu a vzadu, od roku 1987 elektronicky řízené nastavení tlumičů (EDC) na přání | Nezávislé odpružení všech kol s vinutými pružinami a teleskopickými tlumiči, stabilizátory vpředu a vzadu, od roku 1987 elektronicky řízené nastavení tlumičů (EDC) na přání | Nezávislé odpružení všech kol s vinutými pružinami a teleskopickými tlumiči, stabilizátory vpředu a vzadu, od roku 1987 elektronicky řízené nastavení tlumičů (EDC) na přání | Nezávislé odpružení všech kol s vinutými pružinami a teleskopickými tlumiči, stabilizátory vpředu a vzadu, od roku 1987 elektronicky řízené nastavení tlumičů (EDC) na přání | Nezávislé odpružení všech kol s vinutými pružinami a teleskopickými tlumiči, stabilizátory vpředu a vzadu, od roku 1987 elektronicky řízené nastavení tlumičů (EDC) na přání |
| Přední náprava                           | 1976–1982 Vzpěry MacPherson se spojovacími tyčemi a příčnými rameny 1982–1989 Vzpěry MacPherson s nezávisle zavěšenými nápravami a příčnými rameny | 1976–1982 Vzpěry MacPherson se spojovacími tyčemi a příčnými rameny 1982–1989 Vzpěry MacPherson s nezávisle zavěšenými nápravami a příčnými rameny | 1976–1982 Vzpěry MacPherson se spojovacími tyčemi a příčnými rameny 1982–1989 Vzpěry MacPherson s nezávisle zavěšenými nápravami a příčnými rameny | 1976–1982 Vzpěry MacPherson se spojovacími tyčemi a příčnými rameny 1982–1989 Vzpěry MacPherson s nezávisle zavěšenými nápravami a příčnými rameny | 1976–1982 Vzpěry MacPherson se spojovacími tyčemi a příčnými rameny 1982–1989 Vzpěry MacPherson s nezávisle zavěšenými nápravami a příčnými rameny | 1976–1982 Vzpěry MacPherson se spojovacími tyčemi a příčnými rameny 1982–1989 Vzpěry MacPherson s nezávisle zavěšenými nápravami a příčnými rameny | 1976–1982 Vzpěry MacPherson se spojovacími tyčemi a příčnými rameny 1982–1989 Vzpěry MacPherson s nezávisle zavěšenými nápravami a příčnými rameny | 1976–1982 Vzpěry MacPherson se spojovacími tyčemi a příčnými rameny 1982–1989 Vzpěry MacPherson s nezávisle zavěšenými nápravami a příčnými rameny | 1976–1982 Vzpěry MacPherson se spojovacími tyčemi a příčnými rameny 1982–1989 Vzpěry MacPherson s nezávisle zavěšenými nápravami a příčnými rameny | 1976–1982 Vzpěry MacPherson se spojovacími tyčemi a příčnými rameny 1982–1989 Vzpěry MacPherson s nezávisle zavěšenými nápravami a příčnými rameny | 1976–1982 Vzpěry MacPherson se spojovacími tyčemi a příčnými rameny 1982–1989 Vzpěry MacPherson s nezávisle zavěšenými nápravami a příčnými rameny | 1976–1982 Vzpěry MacPherson se spojovacími tyčemi a příčnými rameny 1982–1989 Vzpěry MacPherson s nezávisle zavěšenými nápravami a příčnými rameny | 1976–1982 Vzpěry MacPherson se spojovacími tyčemi a příčnými rameny 1982–1989 Vzpěry MacPherson s nezávisle zavěšenými nápravami a příčnými rameny |
| Zadní náprava                            | 1976–1982 Náprava s polovlečenými rameny 1982–1989 Polovlečná ramena s pomocnými vzpěrami, na přání automatická regulace světlé výšky | 1976–1982 Náprava s polovlečenými rameny 1982–1989 Polovlečná ramena s pomocnými vzpěrami, na přání automatická regulace světlé výšky | 1976–1982 Náprava s polovlečenými rameny 1982–1989 Polovlečná ramena s pomocnými vzpěrami, na přání automatická regulace světlé výšky | 1976–1982 Náprava s polovlečenými rameny 1982–1989 Polovlečná ramena s pomocnými vzpěrami, na přání automatická regulace světlé výšky | 1976–1982 Náprava s polovlečenými rameny 1982–1989 Polovlečná ramena s pomocnými vzpěrami, na přání automatická regulace světlé výšky | 1976–1982 Náprava s polovlečenými rameny 1982–1989 Polovlečná ramena s pomocnými vzpěrami, na přání automatická regulace světlé výšky | 1976–1982 Náprava s polovlečenými rameny 1982–1989 Polovlečná ramena s pomocnými vzpěrami, na přání automatická regulace světlé výšky | 1976–1982 Náprava s polovlečenými rameny 1982–1989 Polovlečná ramena s pomocnými vzpěrami, na přání automatická regulace světlé výšky | 1976–1982 Náprava s polovlečenými rameny 1982–1989 Polovlečná ramena s pomocnými vzpěrami, na přání automatická regulace světlé výšky | 1976–1982 Náprava s polovlečenými rameny 1982–1989 Polovlečná ramena s pomocnými vzpěrami, na přání automatická regulace světlé výšky | 1976–1982 Náprava s polovlečenými rameny 1982–1989 Polovlečná ramena s pomocnými vzpěrami, na přání automatická regulace světlé výšky | 1976–1982 Náprava s polovlečenými rameny 1982–1989 Polovlečná ramena s pomocnými vzpěrami, na přání automatická regulace světlé výšky | 1976–1982 Náprava s polovlečenými rameny 1982–1989 Polovlečná ramena s pomocnými vzpěrami, na přání automatická regulace světlé výšky |
| Řízení                                   | Hydraulický posilovač řízení 1976–1982 Šnekový převod řízení 1982–1989 Převodka se šroubem a maticí s oběžnými kuličkami, na přání systém Servotronic s variabilní silou v závislosti na rychlosti vozidla | Hydraulický posilovač řízení 1976–1982 Šnekový převod řízení 1982–1989 Převodka se šroubem a maticí s oběžnými kuličkami, na přání systém Servotronic s variabilní silou v závislosti na rychlosti vozidla | Hydraulický posilovač řízení 1976–1982 Šnekový převod řízení 1982–1989 Převodka se šroubem a maticí s oběžnými kuličkami, na přání systém Servotronic s variabilní silou v závislosti na rychlosti vozidla | Hydraulický posilovač řízení 1976–1982 Šnekový převod řízení 1982–1989 Převodka se šroubem a maticí s oběžnými kuličkami, na přání systém Servotronic s variabilní silou v závislosti na rychlosti vozidla | Hydraulický posilovač řízení 1976–1982 Šnekový převod řízení 1982–1989 Převodka se šroubem a maticí s oběžnými kuličkami, na přání systém Servotronic s variabilní silou v závislosti na rychlosti vozidla | Hydraulický posilovač řízení 1976–1982 Šnekový převod řízení 1982–1989 Převodka se šroubem a maticí s oběžnými kuličkami, na přání systém Servotronic s variabilní silou v závislosti na rychlosti vozidla | Hydraulický posilovač řízení 1976–1982 Šnekový převod řízení 1982–1989 Převodka se šroubem a maticí s oběžnými kuličkami, na přání systém Servotronic s variabilní silou v závislosti na rychlosti vozidla | Hydraulický posilovač řízení 1976–1982 Šnekový převod řízení 1982–1989 Převodka se šroubem a maticí s oběžnými kuličkami, na přání systém Servotronic s variabilní silou v závislosti na rychlosti vozidla | Hydraulický posilovač řízení 1976–1982 Šnekový převod řízení 1982–1989 Převodka se šroubem a maticí s oběžnými kuličkami, na přání systém Servotronic s variabilní silou v závislosti na rychlosti vozidla | Hydraulický posilovač řízení 1976–1982 Šnekový převod řízení 1982–1989 Převodka se šroubem a maticí s oběžnými kuličkami, na přání systém Servotronic s variabilní silou v závislosti na rychlosti vozidla | Hydraulický posilovač řízení 1976–1982 Šnekový převod řízení 1982–1989 Převodka se šroubem a maticí s oběžnými kuličkami, na přání systém Servotronic s variabilní silou v závislosti na rychlosti vozidla | Hydraulický posilovač řízení 1976–1982 Šnekový převod řízení 1982–1989 Převodka se šroubem a maticí s oběžnými kuličkami, na přání systém Servotronic s variabilní silou v závislosti na rychlosti vozidla | Hydraulický posilovač řízení 1976–1982 Šnekový převod řízení 1982–1989 Převodka se šroubem a maticí s oběžnými kuličkami, na přání systém Servotronic s variabilní silou v závislosti na rychlosti vozidla |
| Brzdy                                    | Hydraulicky ovládané kotoučové brzdy, mechanická ruční brzda působící na zadních kola, podtlakový posilovač brzd, od roku 1982 hydraulický posilovač brzd, od roku 1979 na přání ABS 1976–1982 Dvouokruhový systém, odvětrávané přední kotouče o průměru 284 mm a zadní o průměru 272 mm 1982–1989 Diagonálně dělený dvouokruhový brzdový systém, brzdové kotouče o průměru 284 mm, vpředu vnitřně odvětrávané, ABS (u 628 CSi sériově od roku 1984) M635 CSi Diagonálně dělený dvouokruhový systém, přední odvětrávané brzdové kotouče o průměru 300 mm a čtyřpístkové pevné třmeny | Hydraulicky ovládané kotoučové brzdy, mechanická ruční brzda působící na zadních kola, podtlakový posilovač brzd, od roku 1982 hydraulický posilovač brzd, od roku 1979 na přání ABS 1976–1982 Dvouokruhový systém, odvětrávané přední kotouče o průměru 284 mm a zadní o průměru 272 mm 1982–1989 Diagonálně dělený dvouokruhový brzdový systém, brzdové kotouče o průměru 284 mm, vpředu vnitřně odvětrávané, ABS (u 628 CSi sériově od roku 1984) M635 CSi Diagonálně dělený dvouokruhový systém, přední odvětrávané brzdové kotouče o průměru 300 mm a čtyřpístkové pevné třmeny | Hydraulicky ovládané kotoučové brzdy, mechanická ruční brzda působící na zadních kola, podtlakový posilovač brzd, od roku 1982 hydraulický posilovač brzd, od roku 1979 na přání ABS 1976–1982 Dvouokruhový systém, odvětrávané přední kotouče o průměru 284 mm a zadní o průměru 272 mm 1982–1989 Diagonálně dělený dvouokruhový brzdový systém, brzdové kotouče o průměru 284 mm, vpředu vnitřně odvětrávané, ABS (u 628 CSi sériově od roku 1984) M635 CSi Diagonálně dělený dvouokruhový systém, přední odvětrávané brzdové kotouče o průměru 300 mm a čtyřpístkové pevné třmeny | Hydraulicky ovládané kotoučové brzdy, mechanická ruční brzda působící na zadních kola, podtlakový posilovač brzd, od roku 1982 hydraulický posilovač brzd, od roku 1979 na přání ABS 1976–1982 Dvouokruhový systém, odvětrávané přední kotouče o průměru 284 mm a zadní o průměru 272 mm 1982–1989 Diagonálně dělený dvouokruhový brzdový systém, brzdové kotouče o průměru 284 mm, vpředu vnitřně odvětrávané, ABS (u 628 CSi sériově od roku 1984) M635 CSi Diagonálně dělený dvouokruhový systém, přední odvětrávané brzdové kotouče o průměru 300 mm a čtyřpístkové pevné třmeny | Hydraulicky ovládané kotoučové brzdy, mechanická ruční brzda působící na zadních kola, podtlakový posilovač brzd, od roku 1982 hydraulický posilovač brzd, od roku 1979 na přání ABS 1976–1982 Dvouokruhový systém, odvětrávané přední kotouče o průměru 284 mm a zadní o průměru 272 mm 1982–1989 Diagonálně dělený dvouokruhový brzdový systém, brzdové kotouče o průměru 284 mm, vpředu vnitřně odvětrávané, ABS (u 628 CSi sériově od roku 1984) M635 CSi Diagonálně dělený dvouokruhový systém, přední odvětrávané brzdové kotouče o průměru 300 mm a čtyřpístkové pevné třmeny | Hydraulicky ovládané kotoučové brzdy, mechanická ruční brzda působící na zadních kola, podtlakový posilovač brzd, od roku 1982 hydraulický posilovač brzd, od roku 1979 na přání ABS 1976–1982 Dvouokruhový systém, odvětrávané přední kotouče o průměru 284 mm a zadní o průměru 272 mm 1982–1989 Diagonálně dělený dvouokruhový brzdový systém, brzdové kotouče o průměru 284 mm, vpředu vnitřně odvětrávané, ABS (u 628 CSi sériově od roku 1984) M635 CSi Diagonálně dělený dvouokruhový systém, přední odvětrávané brzdové kotouče o průměru 300 mm a čtyřpístkové pevné třmeny | Hydraulicky ovládané kotoučové brzdy, mechanická ruční brzda působící na zadních kola, podtlakový posilovač brzd, od roku 1982 hydraulický posilovač brzd, od roku 1979 na přání ABS 1976–1982 Dvouokruhový systém, odvětrávané přední kotouče o průměru 284 mm a zadní o průměru 272 mm 1982–1989 Diagonálně dělený dvouokruhový brzdový systém, brzdové kotouče o průměru 284 mm, vpředu vnitřně odvětrávané, ABS (u 628 CSi sériově od roku 1984) M635 CSi Diagonálně dělený dvouokruhový systém, přední odvětrávané brzdové kotouče o průměru 300 mm a čtyřpístkové pevné třmeny | Hydraulicky ovládané kotoučové brzdy, mechanická ruční brzda působící na zadních kola, podtlakový posilovač brzd, od roku 1982 hydraulický posilovač brzd, od roku 1979 na přání ABS 1976–1982 Dvouokruhový systém, odvětrávané přední kotouče o průměru 284 mm a zadní o průměru 272 mm 1982–1989 Diagonálně dělený dvouokruhový brzdový systém, brzdové kotouče o průměru 284 mm, vpředu vnitřně odvětrávané, ABS (u 628 CSi sériově od roku 1984) M635 CSi Diagonálně dělený dvouokruhový systém, přední odvětrávané brzdové kotouče o průměru 300 mm a čtyřpístkové pevné třmeny | Hydraulicky ovládané kotoučové brzdy, mechanická ruční brzda působící na zadních kola, podtlakový posilovač brzd, od roku 1982 hydraulický posilovač brzd, od roku 1979 na přání ABS 1976–1982 Dvouokruhový systém, odvětrávané přední kotouče o průměru 284 mm a zadní o průměru 272 mm 1982–1989 Diagonálně dělený dvouokruhový brzdový systém, brzdové kotouče o průměru 284 mm, vpředu vnitřně odvětrávané, ABS (u 628 CSi sériově od roku 1984) M635 CSi Diagonálně dělený dvouokruhový systém, přední odvětrávané brzdové kotouče o průměru 300 mm a čtyřpístkové pevné třmeny | Hydraulicky ovládané kotoučové brzdy, mechanická ruční brzda působící na zadních kola, podtlakový posilovač brzd, od roku 1982 hydraulický posilovač brzd, od roku 1979 na přání ABS 1976–1982 Dvouokruhový systém, odvětrávané přední kotouče o průměru 284 mm a zadní o průměru 272 mm 1982–1989 Diagonálně dělený dvouokruhový brzdový systém, brzdové kotouče o průměru 284 mm, vpředu vnitřně odvětrávané, ABS (u 628 CSi sériově od roku 1984) M635 CSi Diagonálně dělený dvouokruhový systém, přední odvětrávané brzdové kotouče o průměru 300 mm a čtyřpístkové pevné třmeny | Hydraulicky ovládané kotoučové brzdy, mechanická ruční brzda působící na zadních kola, podtlakový posilovač brzd, od roku 1982 hydraulický posilovač brzd, od roku 1979 na přání ABS 1976–1982 Dvouokruhový systém, odvětrávané přední kotouče o průměru 284 mm a zadní o průměru 272 mm 1982–1989 Diagonálně dělený dvouokruhový brzdový systém, brzdové kotouče o průměru 284 mm, vpředu vnitřně odvětrávané, ABS (u 628 CSi sériově od roku 1984) M635 CSi Diagonálně dělený dvouokruhový systém, přední odvětrávané brzdové kotouče o průměru 300 mm a čtyřpístkové pevné třmeny | Hydraulicky ovládané kotoučové brzdy, mechanická ruční brzda působící na zadních kola, podtlakový posilovač brzd, od roku 1982 hydraulický posilovač brzd, od roku 1979 na přání ABS 1976–1982 Dvouokruhový systém, odvětrávané přední kotouče o průměru 284 mm a zadní o průměru 272 mm 1982–1989 Diagonálně dělený dvouokruhový brzdový systém, brzdové kotouče o průměru 284 mm, vpředu vnitřně odvětrávané, ABS (u 628 CSi sériově od roku 1984) M635 CSi Diagonálně dělený dvouokruhový systém, přední odvětrávané brzdové kotouče o průměru 300 mm a čtyřpístkové pevné třmeny | Hydraulicky ovládané kotoučové brzdy, mechanická ruční brzda působící na zadních kola, podtlakový posilovač brzd, od roku 1982 hydraulický posilovač brzd, od roku 1979 na přání ABS 1976–1982 Dvouokruhový systém, odvětrávané přední kotouče o průměru 284 mm a zadní o průměru 272 mm 1982–1989 Diagonálně dělený dvouokruhový brzdový systém, brzdové kotouče o průměru 284 mm, vpředu vnitřně odvětrávané, ABS (u 628 CSi sériově od roku 1984) M635 CSi Diagonálně dělený dvouokruhový systém, přední odvětrávané brzdové kotouče o průměru 300 mm a čtyřpístkové pevné třmeny |
| Karoserie                                | | | | | | | | | | | | | |
| Typ                                      | Čtyřmístné dvoudveřové kupé, samonosná ocelová karoserie Koeficient aerodynamického odporu cw=0,4, M635 CSi cw=0,39, čelní plocha 635 CSi A=1,90 m², M635 CSi A=1,96 m² | Čtyřmístné dvoudveřové kupé, samonosná ocelová karoserie Koeficient aerodynamického odporu cw=0,4, M635 CSi cw=0,39, čelní plocha 635 CSi A=1,90 m², M635 CSi A=1,96 m² | Čtyřmístné dvoudveřové kupé, samonosná ocelová karoserie Koeficient aerodynamického odporu cw=0,4, M635 CSi cw=0,39, čelní plocha 635 CSi A=1,90 m², M635 CSi A=1,96 m² | Čtyřmístné dvoudveřové kupé, samonosná ocelová karoserie Koeficient aerodynamického odporu cw=0,4, M635 CSi cw=0,39, čelní plocha 635 CSi A=1,90 m², M635 CSi A=1,96 m² | Čtyřmístné dvoudveřové kupé, samonosná ocelová karoserie Koeficient aerodynamického odporu cw=0,4, M635 CSi cw=0,39, čelní plocha 635 CSi A=1,90 m², M635 CSi A=1,96 m² | Čtyřmístné dvoudveřové kupé, samonosná ocelová karoserie Koeficient aerodynamického odporu cw=0,4, M635 CSi cw=0,39, čelní plocha 635 CSi A=1,90 m², M635 CSi A=1,96 m² | Čtyřmístné dvoudveřové kupé, samonosná ocelová karoserie Koeficient aerodynamického odporu cw=0,4, M635 CSi cw=0,39, čelní plocha 635 CSi A=1,90 m², M635 CSi A=1,96 m² | Čtyřmístné dvoudveřové kupé, samonosná ocelová karoserie Koeficient aerodynamického odporu cw=0,4, M635 CSi cw=0,39, čelní plocha 635 CSi A=1,90 m², M635 CSi A=1,96 m² | Čtyřmístné dvoudveřové kupé, samonosná ocelová karoserie Koeficient aerodynamického odporu cw=0,4, M635 CSi cw=0,39, čelní plocha 635 CSi A=1,90 m², M635 CSi A=1,96 m² | Čtyřmístné dvoudveřové kupé, samonosná ocelová karoserie Koeficient aerodynamického odporu cw=0,4, M635 CSi cw=0,39, čelní plocha 635 CSi A=1,90 m², M635 CSi A=1,96 m² | Čtyřmístné dvoudveřové kupé, samonosná ocelová karoserie Koeficient aerodynamického odporu cw=0,4, M635 CSi cw=0,39, čelní plocha 635 CSi A=1,90 m², M635 CSi A=1,96 m² | Čtyřmístné dvoudveřové kupé, samonosná ocelová karoserie Koeficient aerodynamického odporu cw=0,4, M635 CSi cw=0,39, čelní plocha 635 CSi A=1,90 m², M635 CSi A=1,96 m² | Čtyřmístné dvoudveřové kupé, samonosná ocelová karoserie Koeficient aerodynamického odporu cw=0,4, M635 CSi cw=0,39, čelní plocha 635 CSi A=1,90 m², M635 CSi A=1,96 m² |
| Rozměry v mm (D×Š×V)                     | 4755×1725×1365, od 1987 délka 4815, rozvor 2625 Objem kufru 413 litrů, objem palivové nádrže 70 litrů | 4755×1725×1365, od 1987 délka 4815, rozvor 2625 Objem kufru 413 litrů, objem palivové nádrže 70 litrů | 4755×1725×1365, od 1987 délka 4815, rozvor 2625 Objem kufru 413 litrů, objem palivové nádrže 70 litrů | 4755×1725×1365, od 1987 délka 4815, rozvor 2625 Objem kufru 413 litrů, objem palivové nádrže 70 litrů | 4755×1725×1365, od 1987 délka 4815, rozvor 2625 Objem kufru 413 litrů, objem palivové nádrže 70 litrů | 4755×1725×1365, od 1987 délka 4815, rozvor 2625 Objem kufru 413 litrů, objem palivové nádrže 70 litrů | 4755×1725×1365, od 1987 délka 4815, rozvor 2625 Objem kufru 413 litrů, objem palivové nádrže 70 litrů | 4755×1725×1365, od 1987 délka 4815, rozvor 2625 Objem kufru 413 litrů, objem palivové nádrže 70 litrů | 4755×1725×1365, od 1987 délka 4815, rozvor 2625 Objem kufru 413 litrů, objem palivové nádrže 70 litrů | 4755×1725×1365, od 1987 délka 4815, rozvor 2625 Objem kufru 413 litrů, objem palivové nádrže 70 litrů | 4755×1725×1365, od 1987 délka 4815, rozvor 2625 Objem kufru 413 litrů, objem palivové nádrže 70 litrů | 4755×1740×1353 od 1987: délka 4815 Objem kufru 335 litrů | 4755×1740×1353 od 1987: délka 4815 Objem kufru 335 litrů |
| Pohotovostní hmotnost v kg               | 1460 (1475) | 1410 (1430) | 1450 (1470) | 1475 (?) | 1495 (?) | 1495 (?) | 1480 (1490) | 1430 (1450) | 1460 (1480) | 1460 (1480) | 1475 (1495) | 1500 | 1515 |

### Alpina
| Model                 | Krátké označení | Objem v cm³ | Počet válců (ventilů) | Příprava směsi | Výkon v kW (k)   | Točívý moment v Nm | Nejvyšší rychlost | Zrychlení 0–100 km/h | Zrychlení 0–200 km/h | Výroba          | Počet vyrobených kusů |
| --------------------- | --------------- | ----------- | --------------------- | -------------- | ---------------- | ------------------ | ----------------- | -------------------- | -------------------- | --------------- | --------------------- |
| BMW Alpina 630 CS B2  | –               | 2,986       | 6 (12)                | 3 Solex 45 DDH | 170 (230) / 6750 | 270/5000           | 230               | 6.9                  | –                    | 5/1977–1982     | ?                     |
| BMW Alpina 633 CSi B8 | –               | 3,210       | 6 (12)                | L-Jetronic     | 176 (240) / 6000 | 309/4000           | 232               | 6.8                  | –                    | 10/1977–7/1980  | 6                     |
| B9 3,5 Coupé          | B9              | 3,453       | 6 (12)                | L-Jetronic     | 180 (245) / 5700 | 320/4000           | 238               | 7.3                  | –                    | 7/1982–11/1982  | 2                     |
| B9 3,5 Coupé/1        | B9/1            | 3,430       | 6 (12)                | Motronic II    | 180 (245) / 5700 | 320/4000           | 238               | 7.3                  | 37,0                 | 8/1982–12/1985  | 73                    |
| B10 3,5 Coupé         | B10             | 3,430       | 6 (12)                | Motronic III   | 192 (261) / 5800 | 346/4000           | 250               | 6.4                  | –                    | 7/85–6/87       | 44                    |
| B10 3,5 Coupé kat.    | –               | 3,430       | 6 (12)                | Motronic III   | 188 (254) / 5900 | 325/4000           | 246               | 6.6                  | –                    | nevyrobeno      | 0                     |
| B7 Turbo Coupé        | B7              | 2,986       | 6 (12)                | Pierburg DL    | 221 (300) / 6000 | 462/2400           | 261               | 6.4                  | 24.2                 | 12/1978–02/1982 | 153                   |
| B7S Turbo Coupé       | B7S             | 3,453       | 6 (12)                | Pierburg DL    | 243 (330) / 5800 | 500/3000           | 269               | 5.7                  | 20.7                 | 05/1982–09/1982 | 30                    |
| B7 Turbo Coupé/1      | B7/2            | 3,430       | 6 (12)                | Motronic II    | 243 (330) / 5700 | 512/2400           | 267               | 5.9                  | 19.6                 | 04/1984–08/1987 | 110                   |
| B7 Turbo Coupé/1 kat. | B7/3            | 3,430       | 6 (12)                | Motronic ML3.1 | 235 (320) / 5600 | 520/2300           | 265               | 6.1                  | 19.8                 | 10/1986–06/1988 | 20                    |